# The Amazing Race Latinoamérica 2012
The Amazing Race Latinoamérica 2012 (también conocido en pantalla como The Amazing Race en Space 2 y en comunicados de prensa como The Amazing Race, edición Brasil) es la cuarta temporada de la versión latinoamericana del programa estadounidense The Amazing Race.La transmisión del programa será la segunda consecutiva, a través de las señales hispanoamericanas y brasileña de Space. Esta edición se caracterizará por ser la primera versión regional enteramente por participantes brasileños, cuya participación fue restringida en la temporada anterior; y por tener un presentador distinto a Harris Whitbeck, quien condujera el espacio los tres años anteriores. El premio para el equipo ganador será de US$ 250.000. En esta edición del año 2012 el actor, modelo y deportista de origen brasilero Paulo Zulu reemplaza como anfitrión del programa al guatemalteco Harris Whitbeck. The Amazing Race Latinoamérica 4 estrenó en Brasil con la emisión de los episodios 1 y 2 (de 13) el domingo 7 de octubre a las 19:00 y para América Latina fue el martes 9 de octubre a las 21:00.

## Producción
Space confirmó la cuarta edición en enero de 2012 durante la feria NATPE. Las grabaciones se hicieron del 28 de julio al 16 de agosto de 2012. Será televisado por Space (Latinoamérica), Space (Brasil) y Space HD. The Amazing Race presentará 9 paisajes turísticos de Brasil y 4 en América Latina. El 20 de septiembre se realizó la presentación oficial del programa y de los 11 equipos a la prensa brasileña.

## Patrocinadores
Los patrocinadores de esta temporada son Volkswagen (para su modelo Amarok), BlackBerry, PromPeru, Unilever, OLX, Totto y Shell. Estos juegan un papel importante en la serie, proporcionando premios y la integración de sus productos en diversas tareas.

## Emisión
Las inscripciones estuvieron abiertas hasta el 1 de marzo de 2012.
La edición será la segunda en contar exclusivamente con concursantes brasileños, tras A Corrida Millonária.
Esta edición se hace en cumplimiento de una disposición de una nueva ley de televisión por suscripción promulgada en Brasil en el año 2011.

## Resultados
Los siguientes equipos participaron en la carrera, con sus relaciones al momento de la filmación. Las posiciones estarán en la lista por orden de llegada:
| Equipo             | Relación           | Posición (por etapas) | Posición (por etapas) | Posición (por etapas) | Posición (por etapas) | Posición (por etapas) | Posición (por etapas) | Posición (por etapas) | Posición (por etapas) | Posición (por etapas) | Posición (por etapas) | Posición (por etapas) | Posición (por etapas) | Posición (por etapas) | Obstáculos realizados |
| Equipo             | Relación           | 1                     | 2                     | ⊂3⊃                   | 4                     | 5                     | 6                     | 7                     | ⊂8⊃                   | 9                     | 10                    | 11                    | 12                    | 13                    | Obstáculos realizados |
| ------------------ | ------------------ | --------------------- | --------------------- | --------------------- | --------------------- | --------------------- | --------------------- | --------------------- | --------------------- | --------------------- | --------------------- | --------------------- | --------------------- | --------------------- | --------------------- |
| Daniel & César     | Amigos             | 5°                    | 7°                    | 9°⊂                   | 7.º                   | 6.º                   | 6.º                   | 4.º                   | 5°⊃                   | 2°                    | 2°                    | 1°                    | 3°                    | 1°                    | Daniel 6, César 6     |
| Fer & Ferds        | Novios             | 4°                    | 3°                    | 5°                    | 3.º                   | 3.º                   | 2.º                   | 3.º                   | 2.º                   | 3.º                   | 3.º                   | 2°                    | 1°                    | 2°                    | Fer 6, Ferds 6        |
| Edu & Rick         | Hermanos           | 6°                    | 4°                    | 2°                    | 1.º                   | 2.º                   | 3.º                   | 5.º                   | 4°                    | 1.º                   | 1.º                   | 3.º                   | 2°                    | 3°                    | Edu 7, Rick 5         |
| Renan & Fran       | Amigos             | 2°                    | 8°                    | 6°⊃                   | 6.º                   | 5.º                   | 4.º                   | 2.º                   | 3.º⊂                  | 4.º                   | 4.º                   | 4°                    |                       |                       | Renan 6, Fran 5       |
| Ana Paula & Renata | Amigas             | 1°                    | 1°                    | 1°                    | 4.º                   | 4.º                   | 1.º                   | 1.º                   | 1.ºε                  | 5°                    | 5°                    |                       |                       |                       | Ana Paula 5, Renata 5 |
| Fernanda & Cainã   | Novios             | 3°                    | 5°                    | 4°                    | 2.º                   | 1.º                   | 5.º                   | 6.º                   | 6°                    |                       |                       |                       |                       |                       | Fernanda 4, Cainã 4   |
| Fuzetti & Nando    | Padre/Hijo         | 8°                    | 2°                    | 7°                    | 5.º                   | 7.º                   | 7°                    | 7°                    |                       |                       |                       |                       |                       |                       | Fuzetti 4, Nando 3    |
| Gabriela & Harã    | Comprometidos      | 10°                   | 9°                    | 8°                    | 8.º                   | 8°                    |                       |                       |                       |                       |                       |                       |                       |                       | Gabriela 2, Harã 3    |
| Ciça & Zezao       | Madre/Hijo         | 9°                    | 6°                    | 3°                    | 9°                    |                       |                       |                       |                       |                       |                       |                       |                       |                       | Ciça 4, Zezao 0       |
| Billy & Gean       | Hermanos           | 11°∪                  | 10°                   |                       |                       |                       |                       |                       |                       |                       |                       |                       |                       |                       | Billy 2, Gean 0       |
| Cí & Lu            | Gemelas/Triatletas | 7°                    | 11°                   |                       |                       |                       |                       |                       |                       |                       |                       |                       |                       |                       | Ci 1, Lu 1            |

- El lugar en rojo indica que el equipo ha sido eliminado.
- El lugar en verde indica el equipo que ganó el avance rápido.
- El lugar en azul subrayado indica aquel equipo que llegó en último lugar en una etapa no eliminatoria; sin embargo, en la próxima etapa deben pagar una multa.
- Una flecha dorada > indica el equipo que decidió utilizar el alto; la flecha contraria < indica el equipo que lo recibió; las dos flechas <> indican que durante esa etapa hubo "alto" disponible pero no fue utilizado.
- Un corchete café ⊃ o ⊃ indica el equipo que decidió utilizar el "retorno"; el corchete contrario ⊂ o ⊂ indica el equipo que lo recibió; dos corchetes ⊂⊃ indican que durante esa etapa hubo "retorno" disponible pero no fue utilizado.
- Los corchetes ⊂⊂⊃⊃ indican que durante esa etapa hubo "doble retorno retorno" disponible pero no fue utilizado.
- Una cruz naranja + indica que hubo una "intersección" en esa etapa.
- Un símbolo rosado ε indica que el equipo decidió usar el "Pase Directo" en esa etapa.
- Un ∪ naranja indica que el equipo fue sancionado por terminar último en la línea A partir de tareas y estaban sujetos a una automática retorno en el primer desvío de la carrera.
- indica que no hubo periodo de descanso obligatorio en la parada y todos los equipos se les ordenó seguir en la carrera a excepción del último equipo, que fue eliminado.
- Cursiva indica el lugar que conservaban los equipos en un episodio de doble duración.
- Subrayado indica que no hubo periodo de descanso obligatorio en la parada y todos los equipos se les ordenó seguir en la carrera a excepción del último equipo, que fue eliminado.

1. ↑  La segunda etapa fue una etapa de doble eliminación. Los dos últimos equipos en llegar a la parada fueron eliminados.
2. ↑  Renata & Ana Paula (1°), Gabriela & Harã (3°), Ciça & Zezão (4°), Fernanda & Cainã (5°), Ferds & Fer (6°) and Fuzetti & Nando (7°) se saltaron el área del retorno y recibieron 30 minutos de penalización. Adicionalmente Gabriela & Harã recibieron 2 horas de penalización por no realizar ninguna de las opciones del desvío y Fuzetti & Nando recibieron 15 minutos de penalización porque Fuzetti ayuda a Nando durante el obstáculo. Finalmente quedaron con los siguientes lugares: Renata & Ana Paula (1°), Ciça & Zezão (3°), Fernanda & Cainã (4°), Ferds & Fer (5°), Fuzetti & Nando (7°) y Gabriela & Harã (8°).
3. ↑  Rick & Edu (3 º) y Fernanda & Cainã (5 º), recibió una pena de 15 minutos, porque perdieron el sombrero del ekeko durante la última tarea de la pierna. bajaron al 5 º y 6 º respectivamente.
4. ↑  Daniel & César fue el último equipo en llegar, sin embargo recibieron una penalización de 2 horas por no hacer el retorno. Esto no afectó su posición.
5. ↑  Fer & Ferds llegaron inicialmente primeros, pero recibieron una penalización de 30 minutos por no recojer la pista del obstáculo y bajaron al tercer lugar.
6. ↑  Fer & Ferds llegaron inicialmente primeros, pero recibieron una penalización de 15 minutos por ir en taxi al Puente de los Suspiros en vez de ir en autobús como decía la pista. En consecuencia, bajaron al segundo lugar.
7. ↑  Fer & Ferds inicialmente llegaron en segundo lugar, sin embargo, recibió una pena de 15 minutos por completar incorrectamente el desvío y bajaron al tercer lugar.
8. ↑  Fer & Ferds inicialmente llegaron en primer lugar, sin embargo, recibió una pena de 30 minutos porque leyeron la pista del obstáculo antes de decidir quién lo haría y bajaron al segundo lugar.
9. ↑  Edu y Rick (puesto 3) y Fernanda y Cainã (puesto 5) recibieron una penalización de 15 minutos por haber perdido su sombrero de ekeko en la última tarea de la etapa, cayendo a los puestos 5 y 6, respectivamente.
10. ↑  Edu y Rick no pudieron completar la tarea adicional en el Centro de Instrução de Guerra na Selva, pero como fueron los últimos en llegar a la parada, no se les aplicó ningún castigo.
11. ↑  Renata & Ana Paula (1°) y Gabriela & Harã (3°) perdieron el puck en la tarea anterior a la parada y recibieron 30 minutos de penalización. Finalmente quedaron con los siguientes lugares: Renata & Ana Paula (4°)y Gabriela & Harã (8°).
12. ↑  Ana Paula & Renata decidieron utilizar el Express pase a evitar el desvío en la etapa 8.
13. ↑  Ana Paula & Renata llegaron en 4° lugar, pero recibieron una penalización de 2 horas por negarse a completar la tarea en la Fábrica de troncos Embrapem, cayendo al 5° (y último) lugar. Sin embargo, ésta fue una etapa no eliminatoria.
14. ↑  Edu y Rick (puesto 3) y Fernanda y Cainã (puesto 5) recibieron una penalización de 15 minutos por haber perdido su sombrero de ekeko en la última tarea de la etapa, cayendo a los puestos 5 y 6, respectivamente.
15. ↑  Renata & Ana Paula (1°) y Gabriela & Harã (3°) perdieron el puck en la tarea anterior a la parada y recibieron 30 minutos de penalización. Finalmente quedaron con los siguientes lugares: Renata & Ana Paula (4°)y Gabriela & Harã (8°).
16. ↑  Harã no pudo completar el obstáculo, pero como Gabriela y Harã fueron los últimos en llegar a la parada, la penalización de 2 horas no fue aplicada y ellos fueron eliminados).
17. ↑  Ciça & Zezao llegaron inicialmente quintos, pero Ciça no pudo realizar el obstáculo y recibieron 2 horas de penalización. Finalmente quedaron novenos y fueron eliminados.
18. ↑  Billy & Gean terminaron últimos la tarea inicial y fueron penalizados con retorno en la segunda etapa.
19. ↑  Billy & Gean llegaron inicialmente terceros, pero recibieron una penalización de 2 horas por no realizar la segunda tarea del retorno y bajaron al décimo lugar y fueron eliminados.
20. ↑  Cí & Lu no pudieron realizar el obstáculo, después del que el último equipo fue registrado en la parada, Paulo fue al lugar del obstáculo y fueron eliminadas.

## Premios
Los premios son entregados al equipo ganador de la primera etapa y a los 3 primeros equipos.
- Etapa 1 – el Pase Directo (Passe Direto) – un comodín que puede ser usado para "saltarse" una tarea que el equipo decida saltarse y un Blackberry Bold para cada miembro del equipo.
- Etapa 2 – un kit de supervivencia.
- Etapa 3 - un monitor de ritmo cardíaco.
- Etapa 4 - una cámara de video HD.
- Etapa 5 - un GPS.
- Etapa 6 - una cámara de video Flip.
- Etapa 7 - una consola de videojuegos cada miembro del equipo.
- Etapa 8 - un reproductor digital de audio para cada miembro del equipo.
- Etapa 9 - una bicicleta para cada miembro del equipo.
- Etapa 10 - una cámara digital para cada miembro del equipo.
- Etapa 11 - una tablet blackberry para cada miembro del equipo.
- Etapa 12A - un televisor led para cada miembro del equipo.
- Etapa 12B - USD 250.000

## Resumen de la carrera

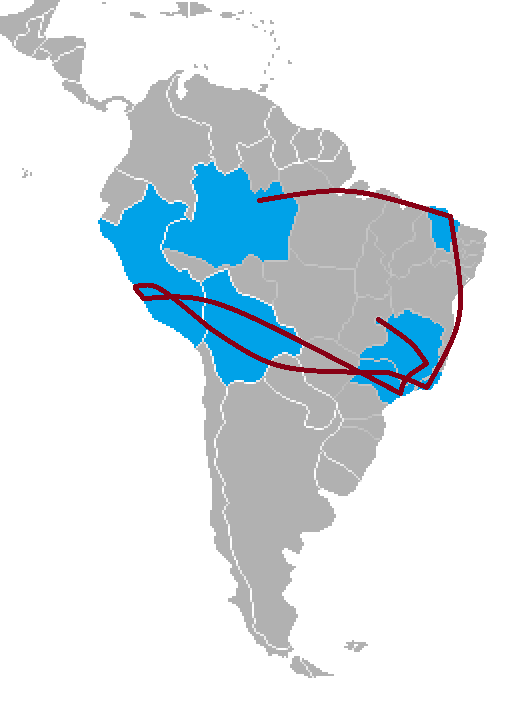
Ruta de la carrera.

### Etapa 1 (Brasil)

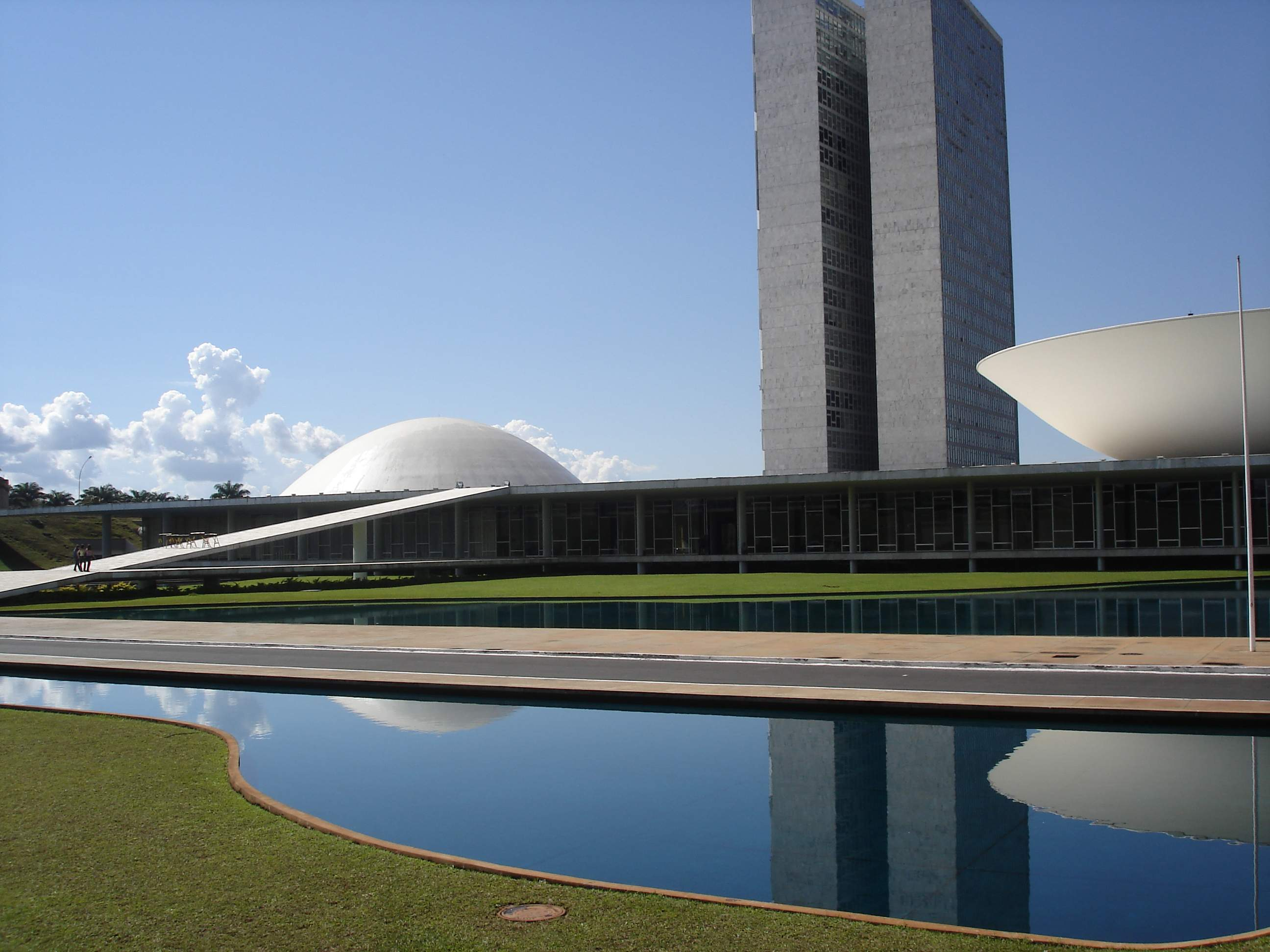
El Congreso Nacional del Brasil fue el punto de partida de esta temporada.

- Brasília, Distrito Federal, Brasil  (Congreso Nacional del Brasil – Eje monumental) (Punto de partida)
- Brasília (Memorial JK)
- Brasília (Torre de Televisión de Brasilia)
- Brasília (Torre de Televisión Digital de Brasilia)

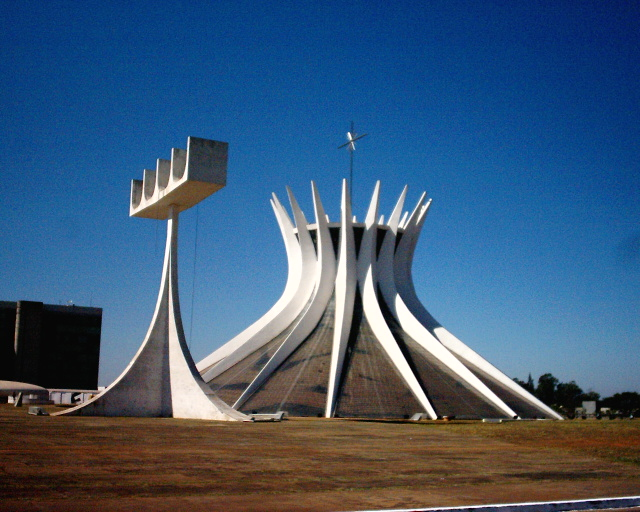
La catedral de Brasilia fue uno de los lugares al cual los equipos tenían que fotografiar para recibir su siguiente pista.

Obstáculo: Un miembro del equipo tenía que hacer rápel desde el mirador de la Torre de Televisión de Brasilia hasta la base de la torre, en un viaje de 75 m (246 pies). Una vez en la base de la torre, los equipos recibirían la siguiente pista.
Tareas adicionales
- En el punto de partida, los equipos tenían que buscar entre cientos de mapas uno de 11 mapas de Brasilia. Una vez los equipos hayan mostrado el mapa correcto a Paulo Zulu, él les daría la siguiente pista. El último equipo en completar esta tarea sería penalizado con un retorno en el primer desvío de la carrera.
- En el monumento conmemorativo JK, a los equipos se les daría un celular Blackberry y usándolo, tenían que buscar 3 obras de Oscar Niemeyer: la Catedral de Brasilia, la Biblioteca Nacional y el Museo Nacional de la República. Luego, los equipos tenían que tomar una foto de cada lugar con uno de los miembros del equipo incluidos en la foto y enviar las fotos al juez. Si las fotos eran las correctas, los equipos recibirían un mensaje con la siguiente pista.

Ganadores de la etapa: Renata & Ana Paula.
Con multa: Gean & Billy.

### Etapa 2 (Brasil)

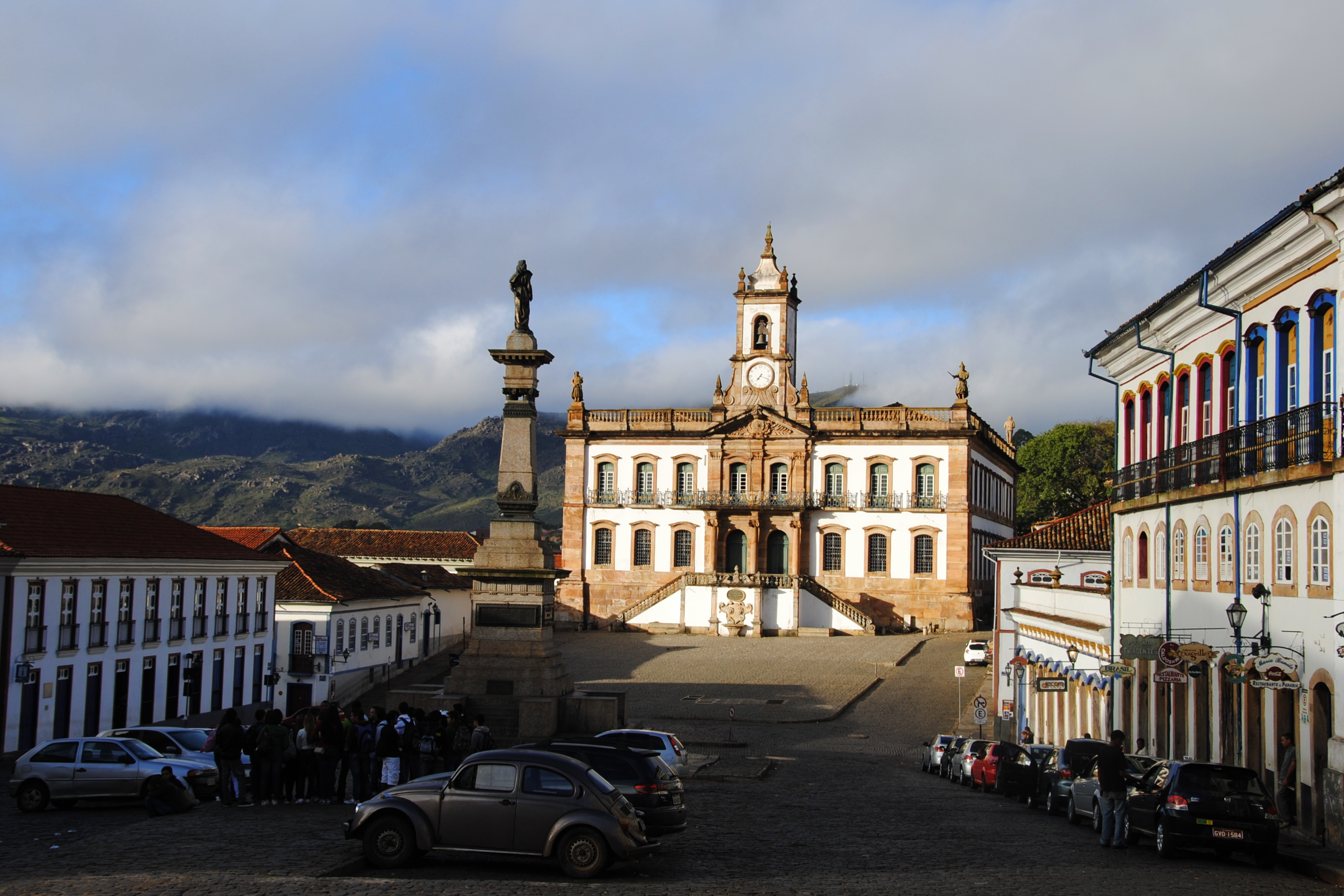
La plaza Tiradentes fue viscitada en esta etapa.

- Brasília, Brasil  (Aeropuerto Internacional Presidente Juscelino Kubitschek) a Belo Horizonte, Minas Gerais, Brasil  (Aeropuerto Internacional Tancredo Neves)
- Ouro Preto (Iglesia Nuestra Señora del Carmen (en portugués))
- Ouro Preto (Terminal de Integraçao) a Mariana
- Mariana (Mina de Passagem)
- Mariana a Ouro Preto (Terminal de Integraçao)
- Ouro Preto (Largo de Marília)
- Ouro Preto (Plaza Tiradentes (en portugués))
- Ouro Preto (estación ferroviaria de Ouro Preto)
- Ouro Preto (Circo en la estación ferroviaria de Ouro Preto)
- Ouro Preto (Teatro municipal de Ouro Preto)

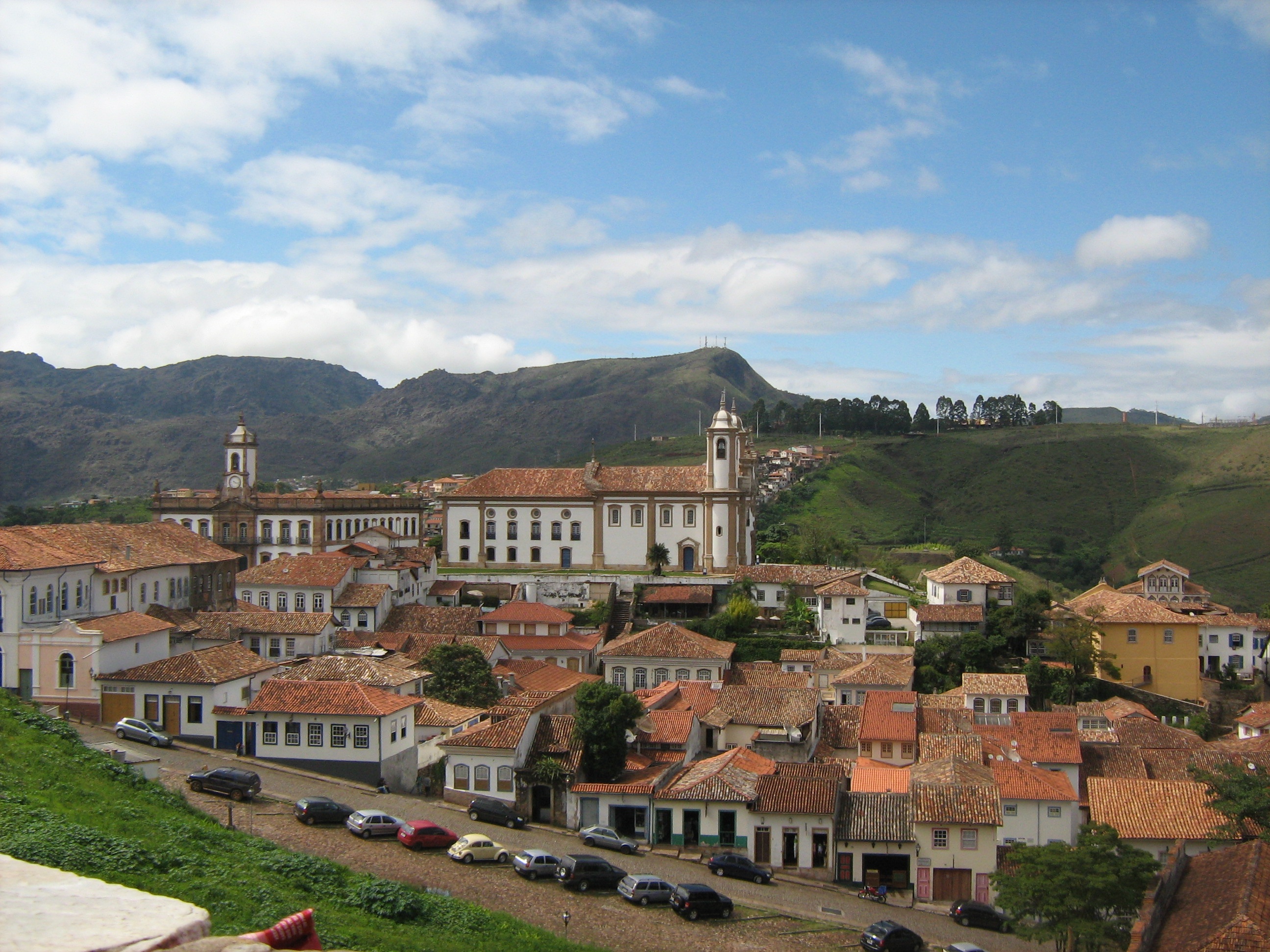
La ciudad de Ouro Preto fue escenario de la segunda etapa de la carrera.

Multa: Gean y Billy tenían que posar para un caricaturista que dibujaría una caricatura del equipo. Una vez la caricatura esté completa, ellos podrían continuar.
Desvío: Pão de Queijo (Pan de queso) o Pedra de Sabao (Piedra de jabón).
Pan de queso: Dirigirse al restaurante Chopperia RealLos luego comer 60 panes de queso para recibir su siguiente pista.
Piedra de jabón: Dirigirse a la iglesia San Francisco de Asís y crear con una Saponita un plato de jabón y su base siguiendo un modelo y usando los materiales suministrados. Una vez el juez esté satisfecho, los equipos recibirían la siguiente pista.
Obstáculo: Un miembro del equipo tenía que balancearse en un pequeño balancín por un minuto sin caerse, una vez completada la tarea el equipo recibiría la siguiente pista.
Tareas adicionales
- En la mina de Passagem, los equipos tenían que entrar a la mina y construir un muro de roca de un metro de alto, 2 metros de ancho y 40 cm (0.39 pulgadas) de profundidad. Si el juez aprueba el muro, los equipos recibirían la siguiente pista.
- En Largo de Marilia, los equipos tenían que cargar un asno/burro con 16 troncos dispuestos en una forma específica. Luego los equipos tenían que transportar el asno/burro y entregarlo a una persona específica quien les daría la siguiente pista.

Ganadores de la etapa: Renata & Ana Paula.
Eliminados: Gean & Billy, Ci & Lu.

### Etapa 3 (Brasil)

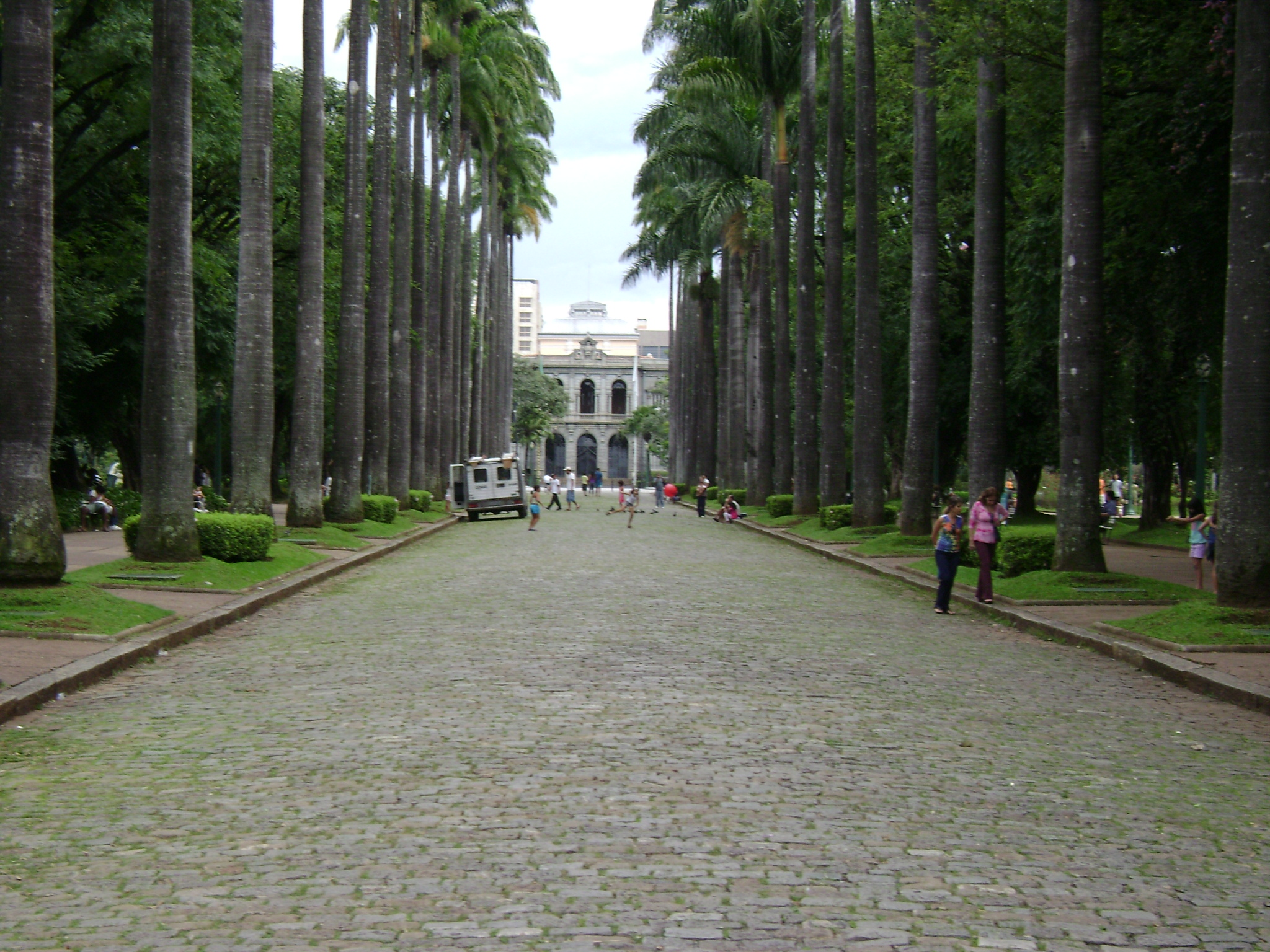
La plaza de la Libertad fue donde se desarrolló el obstáculo de la etapa.

- Belo Horizonte, Brasil  (Plaza de la Libertad)
- Belo Horizonte (Departamento de Bomberos de Belo Horizonte)
- Belo Horizonte (Parque das Mangabeiras)
- Belo Horizonte (One Day Spa)
- Belo Horizonte (Bar Tip Top)
- Belo Horizonte (Bar Albanos)

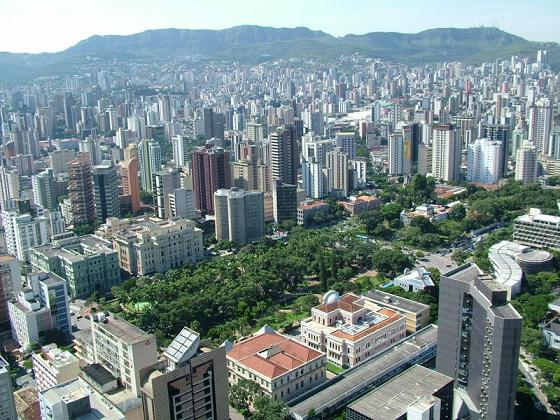
La ciudad de Belo Horizonte fue escenario de la tercera etapa de la carrera.

Obstáculo: Un miembro del equipo tenía que llenar una botella decorativa usando pimientos pequeños de diferentes colores, aceite y sal siguiendo un modelo dado. Si el juez está satisfecho, los equipos recibirían la siguiente pista.
Desvío: Seco o Molhado (Mojado).
Seco: Un miembro del equipo a la vez debía subir las escaleras hasta la cima de la torre de entrenamiento y luego caminar equilibrándose a través de la torre. Después, los miembros del equipo tenían que hacer rápel por la torre y levantar 45 kilogramos (99 libras) de peso. Posteriormente, los equipos tenían que mover un automóvil usando un mecanismo especial. Una vez el recorrido haya sido completado, los equipos recibirían la siguiente pista.
Mojado: Ambos miembros del equipo tenían que zambullirse en una piscina e ir a través de un tubo sumergido. Después, los equipos tenían que nadar a cada una de las 4 esquinas de la piscina y respirar con un tanque de oxígeno. Luego, los equipos tenían que rescatar a una persona de la piscina y apagar un árbol de fuego. Una vez se haya completado el recorrido, los equipos recibirían la siguiente pista.
Tareas adicionales
- En el parque das Mangabeiras, los equipos tenían que seguir un sendero marcado hacia el observatorio, y allí identificar 15 especies de árboles nativos. una vez hecho eso, los equipos tenían que ir a la plaza de las Aguas e informar al biólogo los árboles identificados. Si los 15 árboles son los correctos, los equipos recibirían la siguiente pista.
- En One Day Spa, ambos miembros del equipo tenían que someterse a una sesión de 10 minutos de encerado corporal brasileño. Una vez transcurrido el tiempo, los esteticistas entregarían la siguiente pista.
- En el Bar Tip Top, cada miembro del equipo tenía que tomar una bandeja con 12 copas cada una y llenarlas con cerveza en 4 diferentes bares (cada miembro solo podía llenar 3 copas en cada bar). Una vez las 24 copas estén llenas, los equipos tenían que entregarlas a Paulo en la parada (el Bar Albanos).

Ganadores de la etapa: Renata & Ana Paula.
Con multa: Daniel & César.

### Etapa 4 (Brasil)

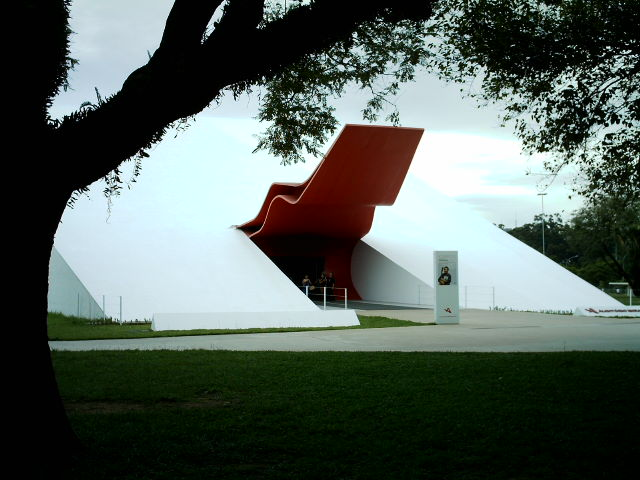
El Auditorio Ibirapuera fue la parada de esta etapa.

- Belo Horizonte, Brasil  (Aeropuerto Internacional Tancredo Neves) a Sao Paulo, Brasil  (Aeropuerto Internacional de São Paulo-Guarulhos)
- Sao Paulo (Centro de formación del Palmeiras)
- Sao Paulo (Plaza dos Omaguás)
- Sao Paulo (Granja Santa Cecilia)
- Sao Paulo (Intersección de "Rua Sete de Abril" y "Rua Coronel Xavier de Toledo")
- Sao Paulo (Parque do Ibirapuera, puerta 8)
- Sao Paulo (Auditorio Ibirapuera)

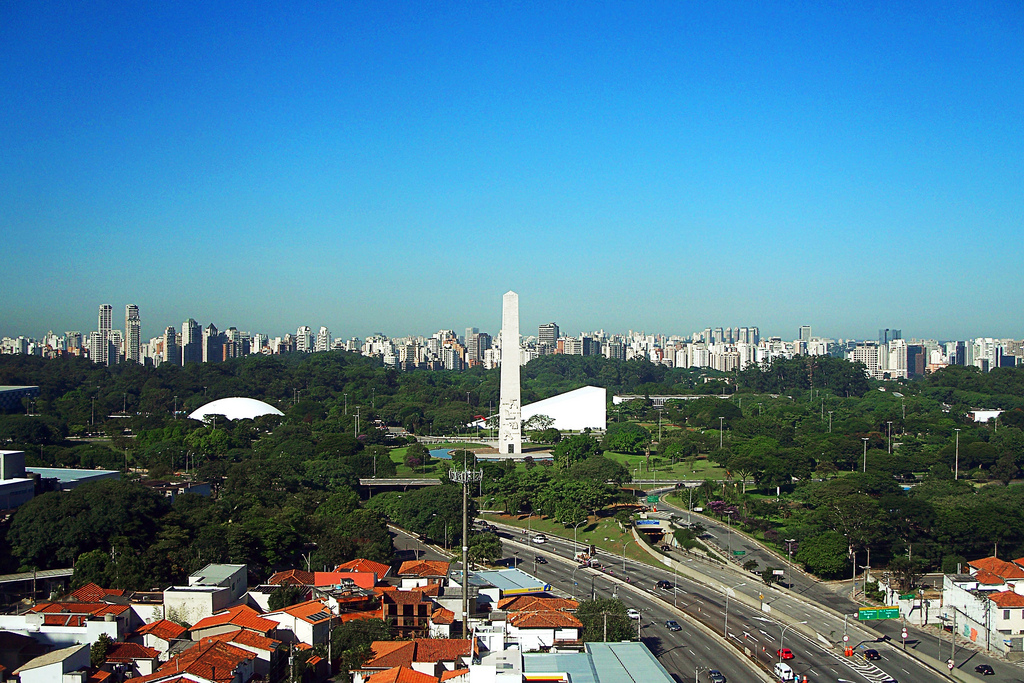
Parque do Ibirapuera.

Multa: Daniel y César tenían que cortar piezas de carne y luego hacer 10 pinchos. Una vez el chef esté satisfecho con su trabajo, ellos podrían continuar.
Desvío: Pizza o Manequins (Maniquíes).
Pizza: Los equipos tenían que cargar un saco de harina desde Praça dos Omaguás hasta Chácara Santa Cecília. Una vez allí, cada miembro del equipo tenía que amasar y elaborar 10 pizzas del tamaño de un plato grande. Si el juez queda satisfecho, los equipos recibirían la siguiente pista.
Maniquíes: Cada miembro del equipo tenía que transportar un maniquí desde Praça dos Omaguás hasta Farm Fashion Store. Allí los equipos tenían que vestir cada maniquí siguiendo unas fotografías dadas y tomando prendas de la tienda. Una vez que el vestuario de los maniquíes coincidiera con el vestuario mostrado en las fotografías, los equipos recibirían la siguiente pista.
Obstáculo: Un miembro de cada equipo tenía que seguir un determinado circuito de Parkour. Una vez el especialista en Parkour esté satisfecho con su desempeño, los equipos recibirían la siguiente pista.
Tareas Adicionales
- En el centro de formación del Palmeiras, los equipos tenían que completar un entrenamiento exhaustivo de fútbol mientras eran juzgados por un entrenador. Entre otras cosas, los equipos tenían que calentar, pasar el balón y anotar un gol. Una vez completado el circuito, y si el entrenador estaba satisfecho, los equipos recibirían la siguiente pista.
- En el parque Ibirapuera, ambos miembros del equipo tenían que ponerse tenis especiales y usando un palo de hockey tenían que mover un disco de hockey a través del parque hasta llegar a la ubicación del juez. Una vez los equipos hayan alcanzado ese punto, el juez les entregaría la siguiente pista. Si el equipo perdía el disco de hockey durante el recorrido, le esperaría una penalización de 30 minutos en la parada.

Ganadores de la etapa:Edu & Rick.
Eliminados:Ciça & Zezão.

### Etapa 5 (Brasil → Perú)

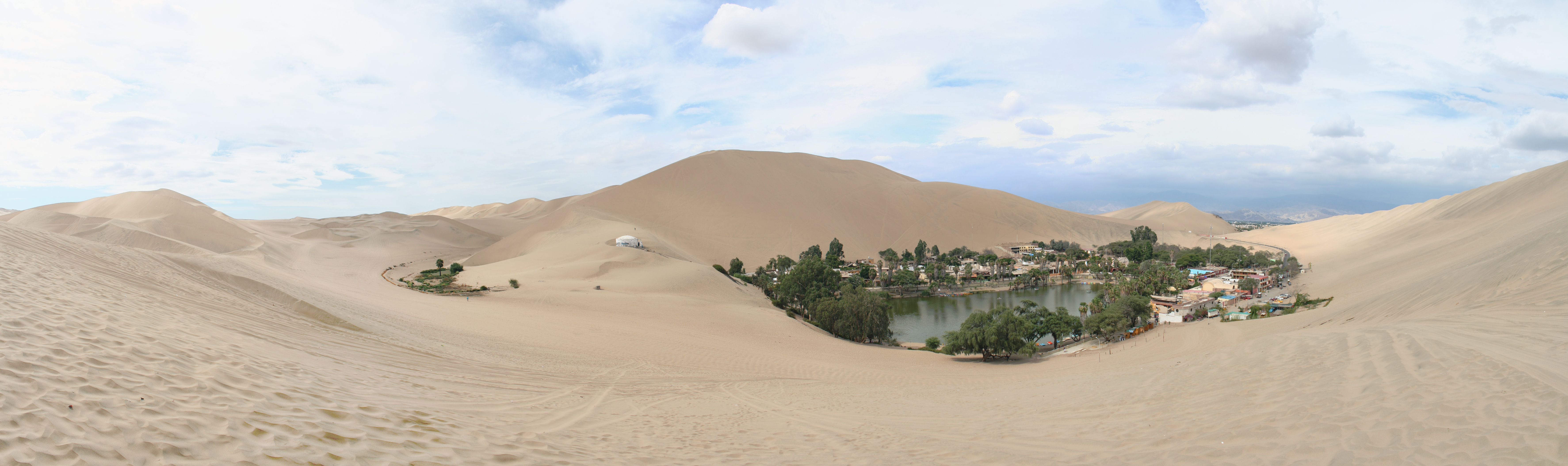
El oasis de la Huacachina fue la parada de esta etapa.

- Sao Paulo, Brasil  (Aeropuerto Internacional de São Paulo-Guarulhos) a Callao, Perú  (Aeropuerto Internacional Jorge Chávez)
- Lima (Terrapuerto) a Pisco (estación de autobús)
- Paracas (Obelisco de Paracas)
- Paracas (El Chaco)
- Paracas (Embarcadero)
- Islas Ballestas, Paracas (Plataforma marina)
- Paracas (Caleta de Pescadores de Lagunillas)
- Huacachina, Ica (Estacionamiento Buggy)
- Huacachina (Oasis Huacachina)

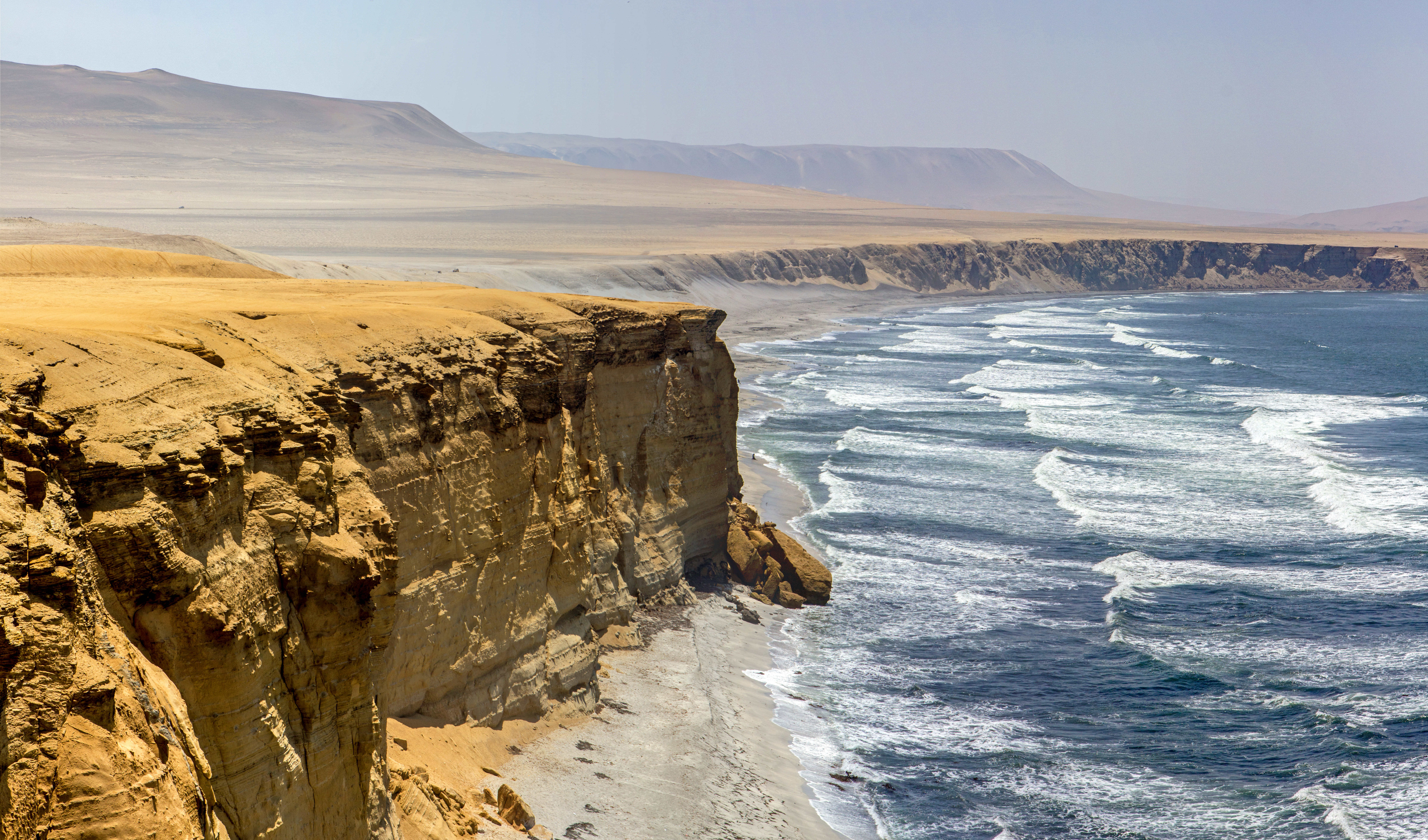
La mayor parte de la etapa se realizó en la costa de paracas.

Obstáculo: Los equipos tenían que conservar las provisiones que trajeron, y viajar en bote desde el Embarcadero hasta las Islas Ballestas. Una vez allí, un miembro del equipo tenía que ascender por una escalera de cuerdas hasta la cima de una plataforma donde entregaba las provisiones al juez. Si los equipos han traído todo lo requerido, recibirían la siguiente pista.
Desvío: Redes o Fardos.
Redes: Los equipos tenían que viajar en bote a un área marcada. Una vez allí, los equipos tenían que sacar del mar una gran red. Dentro de la red estaba su siguiente pista en forma de pez.
Fardos: Los equipos tenían que ir a un sitio arqueológico marcado y escarbar hasta hallar un fardo funerario. Dentro del fardo, los equipos hallarían su siguiente pista.
Tareas adicionales
- En El Chaco, los equipos tenían que comprar provisiones de una lista dada (entre tales provisiones estaban: leche, galletas, atún, plátanos, maca y avena). Luego, los equipos tenían que ir al Embarcadero, donde encontarían una caja de pistas con su siguiente pista.
- En el Estacionamiento Buggy, los equipos son llevados en buggy a través de las dunas hasta llegar a una duna específica. Luego, los equipos tenían que hacer sandboard desde la cima de la duna hasta la parada.

Ganadores de la etapa: Fernanda & Cainã.
Eliminados: Gabriela & Hara.

### Etapa 6 (Perú)
- Huacachina, Perú  a Lima, Perú  (Terrapuerto)
- Lima (Hotel Casa Andina)

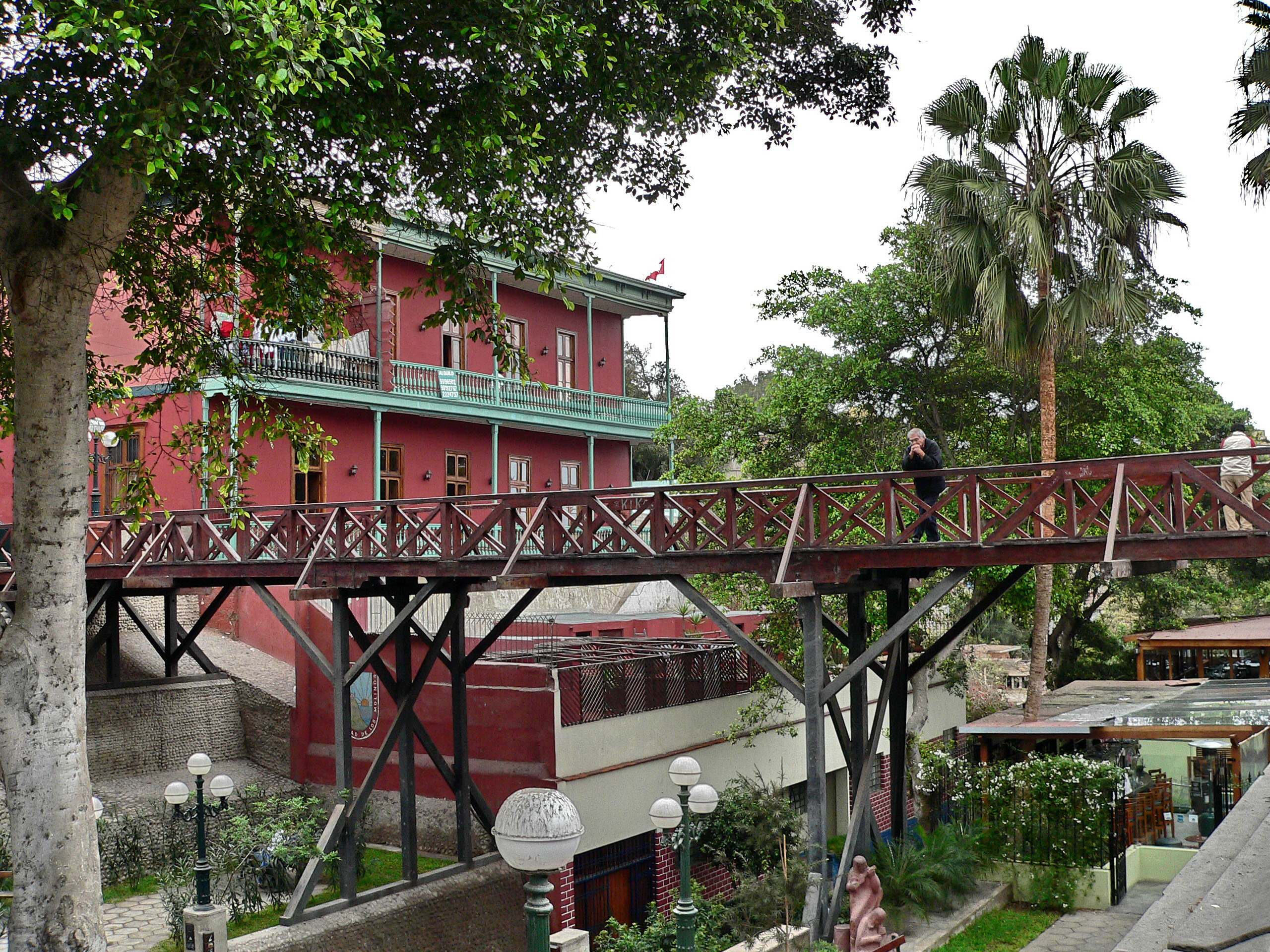
El Puente de los Suspiros fue visitado en esta etapa.

- Lima (Hacienda Mamacona)
- Lima (Alameda de los Descalzos)
- Lima (La Rosa Náutica)
- Lima (Puente de los Suspiros)
- Lima (Huaca Pucllana)

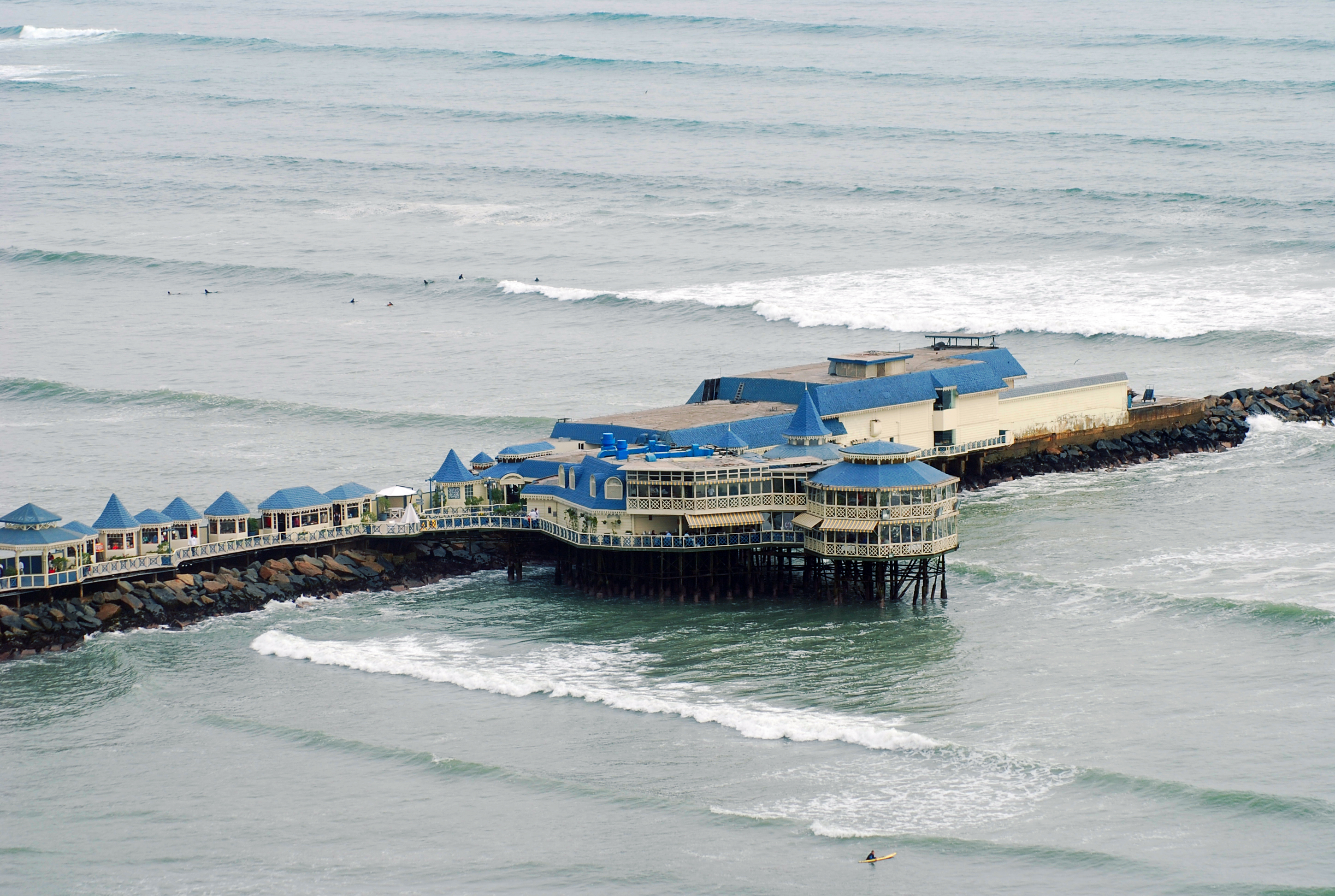
En el restaurante La Rosa Náutica los equipos tuvieron que preparar un ceviche para recibir la siguiente pista.

Obstáculo: Un miembro de cada equipo tenía que usar un poncho, un sombrero y ponerle una silla de montar a un caballo para cabalgar un circuito.
Desvío: Estatuas o Toros.
Estátuas: Pintarse de blanco y usar una túnica para imitar la posición de una de las estatuas de la alameda de los descalzos por 20 minutos.
Toros: Uno de los integrantes tenía que empujar un carro con cabeza de toro y el otro montarlos hasta llegar a la plaza de toros de Acho.
Tareas adicionales
- En la Rosa Náutica, cada miembro del equipo debía preparar un plato de ceviche, la tarea estaría cumplida cuando el chef le diera el visto bueno a cada plato.
- Luego de la tarea en la rosa náutica, el equipo recibiría un CD, el cual contenía una canción tradicional cuya letra indicaba el siguiente lugar al cual deberían dirigirse “El Puente de los Suspiros”, los equipos solo podrían trasladarse en autobús, al llegar al puente tenían que entregar el CD a un grupo de música el cual estaba cantando dicha canción.

Ganadores de la etapa: Renata & Ana Paula.
Con multa: Fuzetti & Nando.

### Etapa 7 (Perú → Bolivia)

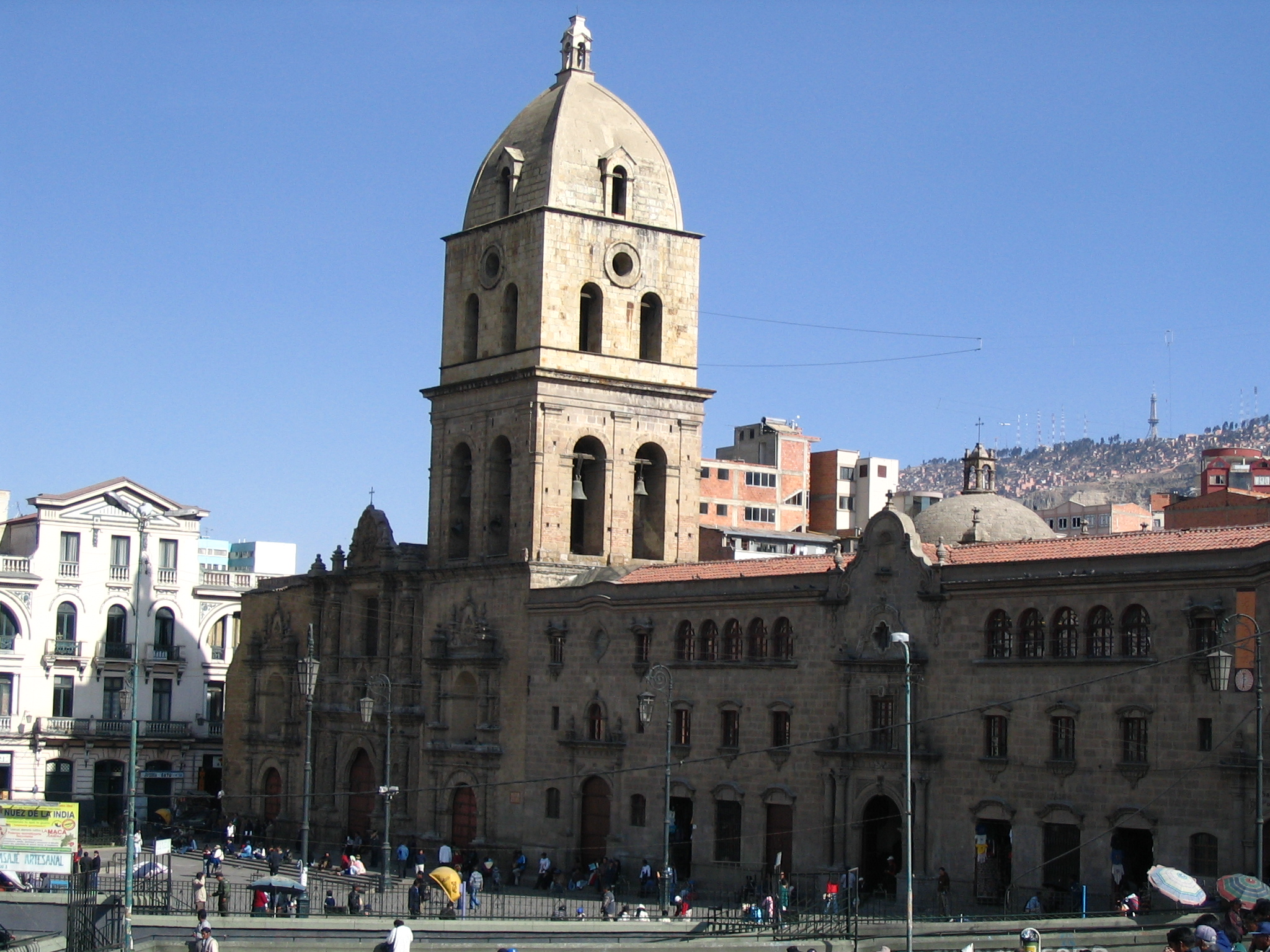
La Basílica de San Francisco fue visitada en esta etapa.

- Callao, Perú  (Aeropuerto Internacional Jorge Chávez) a El Alto, Bolivia  (Aeropuerto Internacional El Alto)
- La Paz (Plaza del Estudiante)
- La Paz (Basílica de San Francisco)
- La Paz (Plaza Alonso de Mendoza)
- La Paz (Mercado Lanza)
- La Paz (Parque Laikakota)
- La Paz (Mirador de Killi Killi)

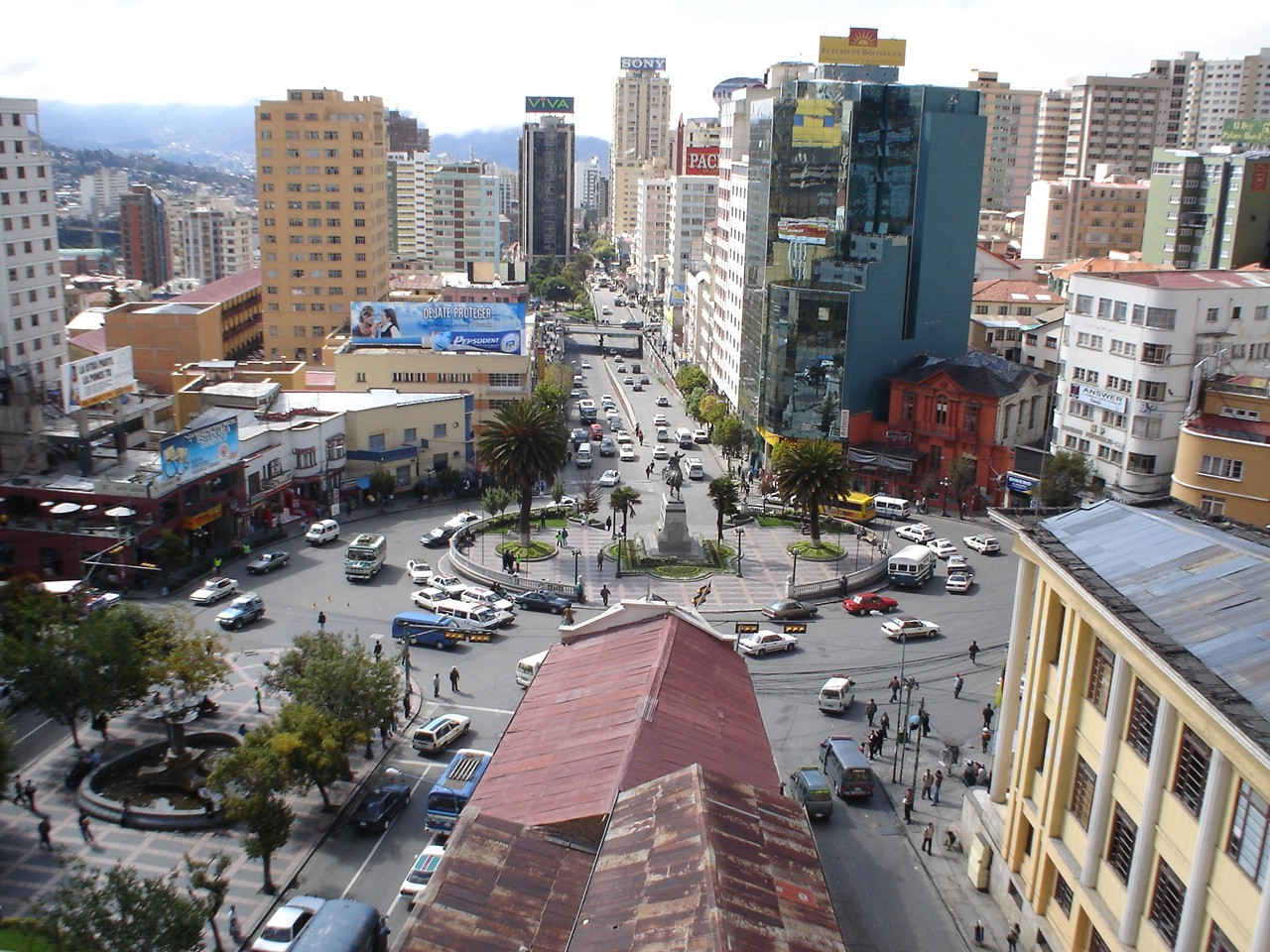
La plaza del Estudiante fue el primer lugar visitado en esta etapa.

Multa: Fuzetti y Nando tenían que ir a la calle de las Brujas y entregar 30 platos de sopa desde el Establecimiento Santa Rosita a los vendedores callejeros a cambio de un boleto. Una vez los 30 platos hayan sido entregados, ellos podrían continuar.
Desvío: Aparapitas o Escribas.
Aparapitas: Cada miembro del equipo tenía que cargar 2 grandes bultos en sus hombros desde el Mercado Lanza hasta la Requena local. Una vez allí, los equipos recibirían la siguiente pista.
Escribas: Un miembro del equipo tenía que usar una máquina de escribir para redactar una carta en español dictada por el otro miembro del equipo. Si la carta estaba correctamente redactada, los equipos recibirían la siguiente pista.
Obstáculo: Un miembro del equipo tenía que aprender un baile tradicional andino y vestirse apropiadamente con máscaras y disfraces. Luego, debía bailar a través del parque Laikakota. Una vez el experto esté satisfecho, los equipos recibirían la siguiente pista.
Tareas adicionales
- En la plaza del Estudiante, los equipos tenían que recoger una bolsa llamada chuspa e ir a la Basílica de San Francisco. Una vez allí, los equipos tenían que someterse a un curso de 15 minutos sobre leyes de tráfico. Los equipos tenían que vestir un disfraz de cebra y enseñar a peatones y conductores lo que aprendieron (por 15 minutos). Una vez terminada la tarea, mamá cebra entregaría la siguiente pista.
- Después del obstáculo, los equipos tenían que decorar un ekeko con los materiales suministrados. Una vez hecho eso, los equipos tenían que llevarlo al Mirador Killi Killi y entregarlo a Paulo. Si uno de los objetos decorativos falta, los equipos recibirían una penalización de 15 minutos.

Ganadores de la etapa: Renata & Ana Paula.
Eliminados: Fuzetti & Nando.
- Nota: Zulú les entregó la siguiente pista a los equipos que llegaron a la parada, menos Fuzetti y Nando, porque los eliminaron

### Etapa 8 (Bolivia)

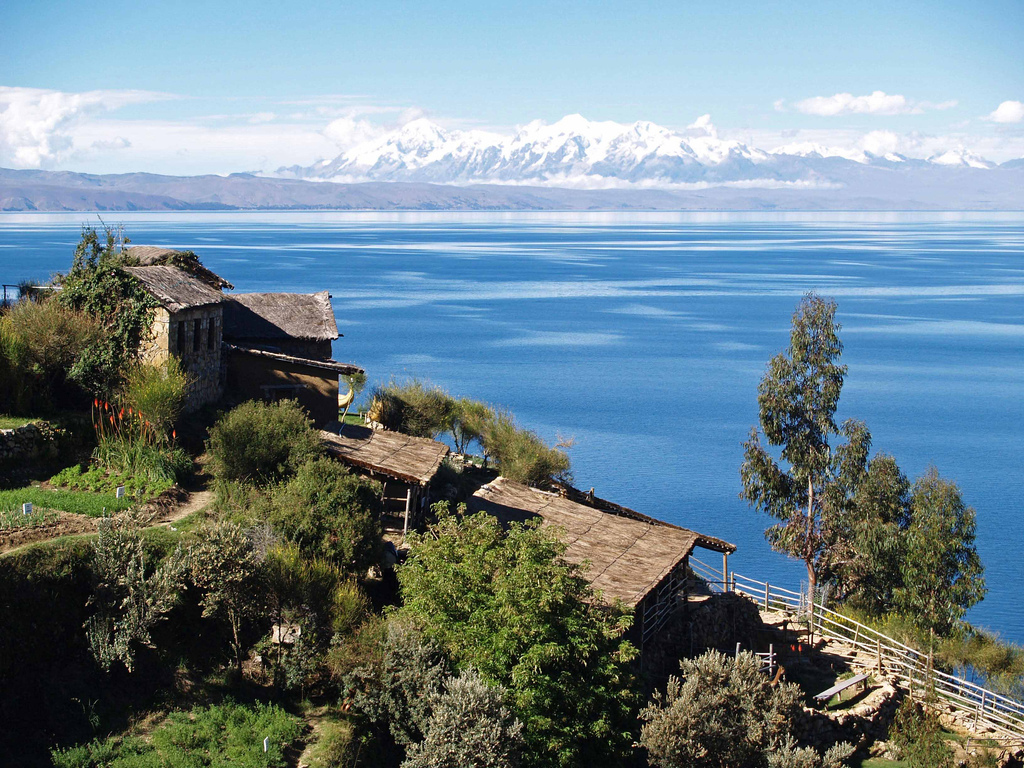
Para esta etapa los equipos tuvieron que cruzar el Lago Titicaca para llegar a la Isla del Sol.

- La Paz, Bolivia  (Cementerio General) a Copacabana, Bolivia  (La Orilla)
- Copacabana (La Orilla) a Isla del Sol (Puerto Ayjarara)
- Isla del Sol (Casa de Don Carmelo)
- Isla del Sol (campo de fútbol de Challa)
- Isla del Sol (playa de Choquepalta)
- Isla del Sol (escuela de Challa)
- Isla del Sol (playa de Choquepalta) a Isla del Sol (Puerto de Chinkana)
- Isla del Sol (Laberinto de Piedras)
- Isla del Sol (Piedra Sagrada)

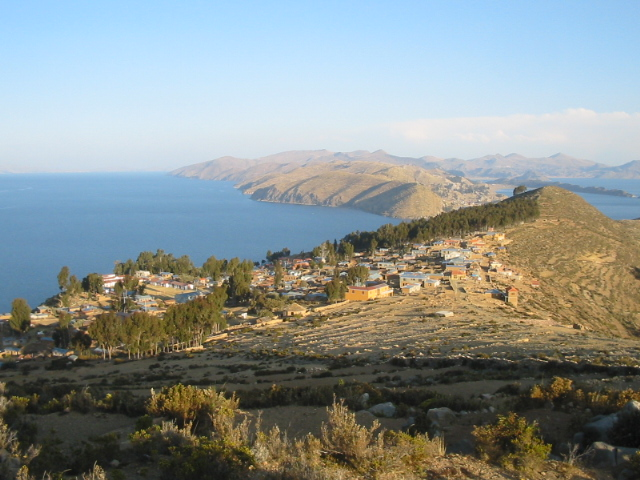
La Isla del Sol fue donde se realizó esta etapa.

Desvío: Ladrillos o Plantar.
Ladrillos: hacer 24 ladrillos de adobe, utilizando un molde y sus pies para mezclar los diferentes materiales (adobe, paja y agua). Una vez que el juez se mostró satisfecho con los ladrillos, los equipos recibirán su siguiente pista.
Plantar: participar en un ritual de la fertilidad de la tierra y luego, arar dos surcos para plantar Oca.
Obstáculo: buscar a través del laberinto de piedras rocas con letras escritas en ellas, que forman el nombre de la parada de la etapa "Piedra Sagrada". Si los equipos descubierto la ubicación correcta y recibió la confirmación del juez, se podría proceder a la parada.
Tareas adicionales
- En el Puerto Ayjarara, poner todas sus pertenencias en un aguayo, prenda típica de los andes usada como mochila, y utilizarlo en la espalda por el resto de la etapa.
- En el campo de fútbol de Challa, marcar tres goles en menos de 10 minutos de juego contra cinco cholitas. Si los equipos no pudieron anotar los goles en 10 minutos tendrían que esperar a que los otros equipos cumplieran la tarea antes de volver a intentarlo.
- En la Escuela de Challa, pintar un salón de clases y armar tres escritorios. Si el juez se mostró satisfecho con su trabajo, los equipos recibirán su siguiente pista.

Ganadores de la etapa: Renata & Ana Paula.
Eliminados: Fernanda & Cainã.

### Etapa 9 (Bolivia → Brasil)

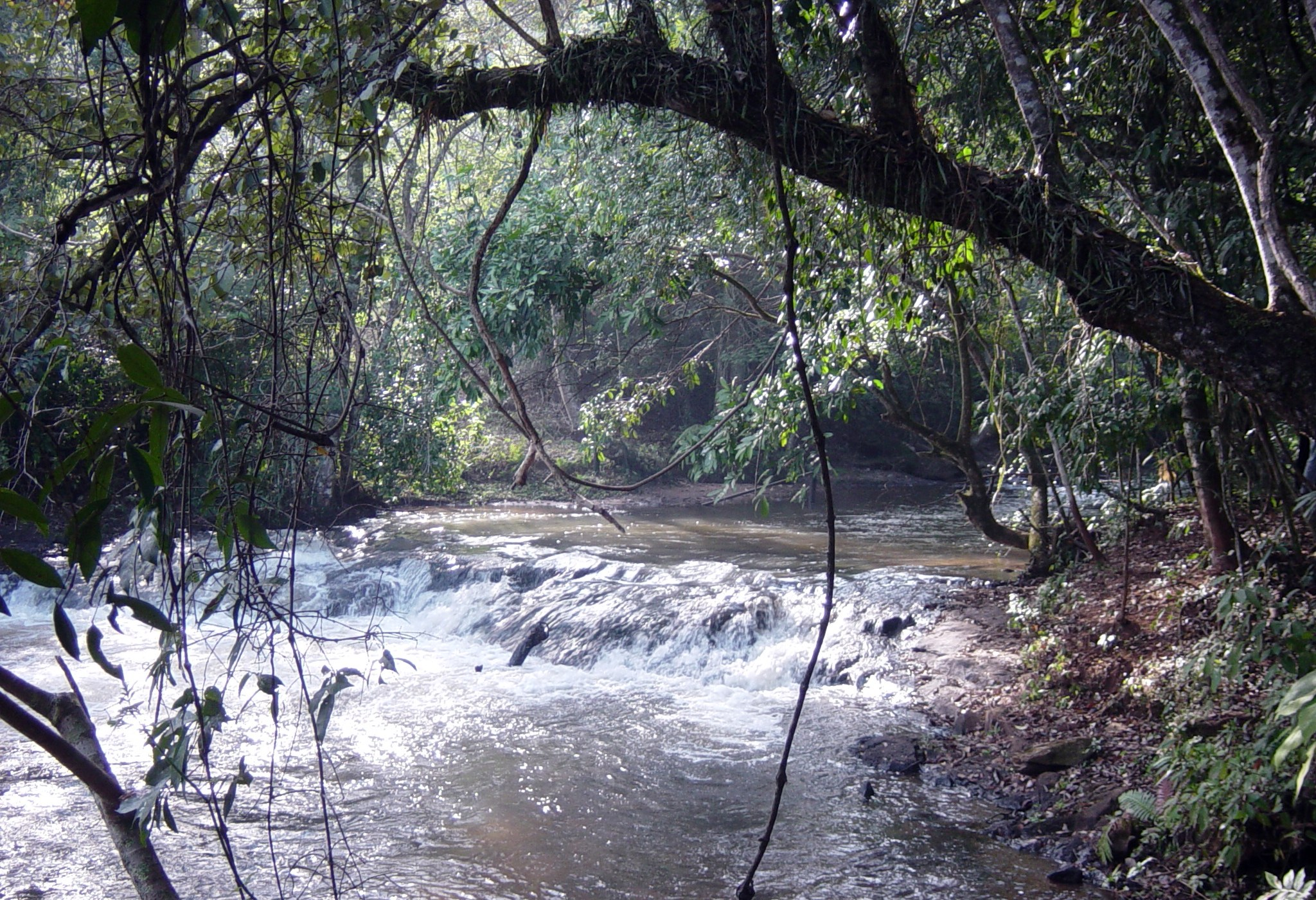
Para esta etapa los equipos tenían que realizar múltiples tareas en el río Jacaré-Pepira.

- El Alto, Bolivia  (Aeropuerto Internacional El Alto) a Sao Paulo, Brasil  (Aeropuerto Internacional de São Paulo-Guarulhos)
- Sao Paulo a Brotas
- Brotas (Brotas Eco Resort)
- Brotas (Sitio do Mauricio)
- Brotas (Cantinho do Chocolate)
- Brotas (Fábrica de Troncos Embrapem)
- Brotas (Sitio 7 Quedas)
- Brotas (Recanto das Cachoeiras)

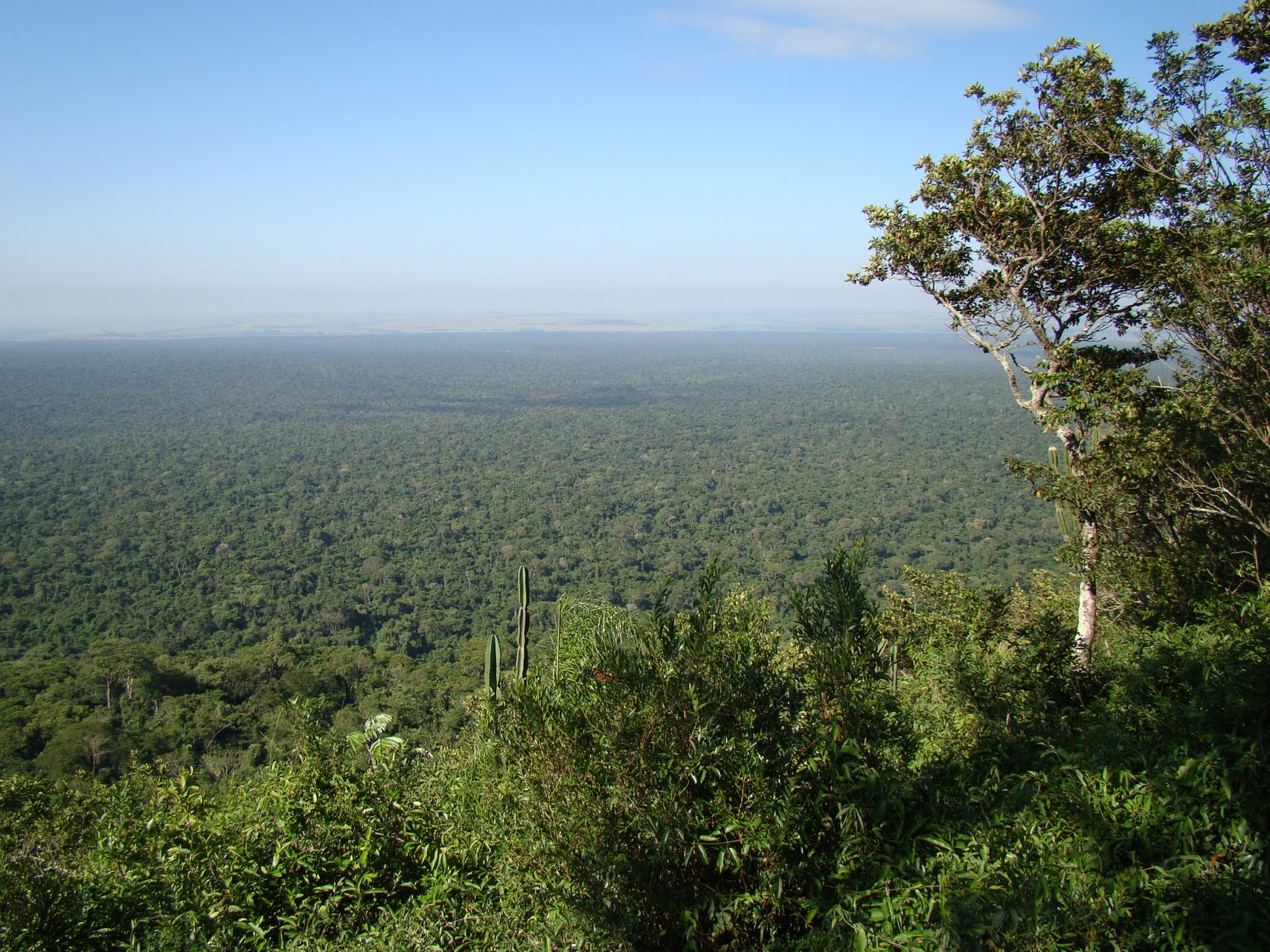
El interior de Sao Paulo fue escenario de esta etapa.

Obstáculo: construir una jangada utilizando los materiales proporcionados (dos balsas, cuerdas y troncos). Una vez construido, poner la jangada en el río y pasar por una boya y luego regresar a la costa a fin de recibir su siguiente pista.
Desvío: Cañonismo o Arborismo.
Cañonismo: hacer rappel por una cascada. Una vez en la base de la cascada, los equipos recibirán su siguiente pista.
Arborismo: pasar por un circuito de cuerdas y troncos a través de los árboles. Una vez que ambos miembros del equipo completaron el recorrido, recibirían su siguiente pista.
Tareas adicionales
- Después del Obstáculo: ir en balsa por el río Jacaré-Pepira hasta el Cantinho do Chocolate. Una vez allí, los equipos tenían que cargar la balsa hasta el punto de soltado, donde encontrarían su siguiente pista.
- En la Fábrica de Troncos Embrapem: trasladar 10 troncos desde el punto A al punto B. Una vez llevados los troncos armar una pirámide de cuatro niveles con ellos.

Ganadores de la etapa: Edu & Rick.
Con multa: Renata & Ana Paula.

### Etapa 10 (Brasil)

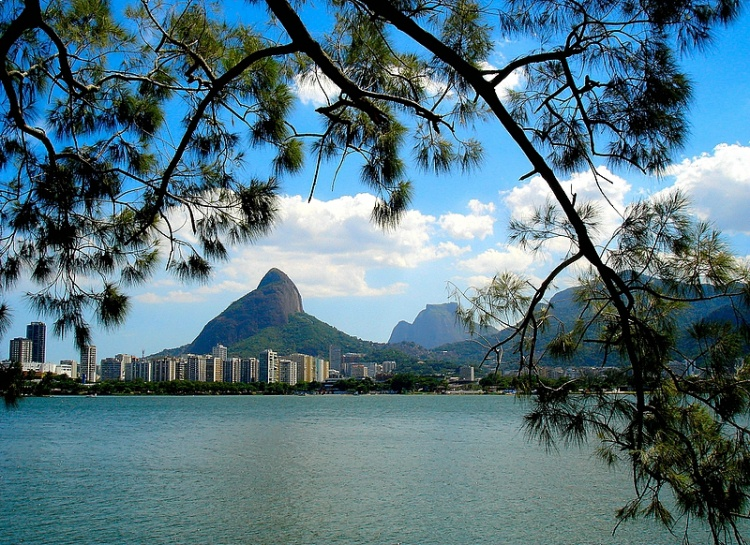
El Lago Rodrigo de Freitas fue donde se realizó en obstáculo.

- Sao Paulo, Brasil  (Aeropuerto de São Paulo-Congonhas) a Río de Janeiro, Brasil  (Aeropuerto Internacional de Galeão)
- Río de Janeiro (Copacabana)
- Río de Janeiro (Lago Rodrigo de Freitas)
- Río de Janeiro (Escalera de Selarón)
- Río de Janeiro (estación Cinelândia) a Río de Janeiro (estación Largo do Machado)
- Río de Janeiro (Parque Eduardo Guinle)
- Río de Janeiro (Cuartel general de BOPE)
- Río de Janeiro (Terraza del Cuartel general de BOPE)

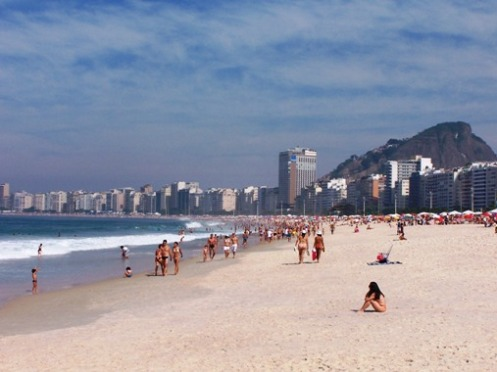
La playa de Copacabana fue escenario de la multa.

Multa: buscar a dos desconocidos que aceptaran ser enterrados en la arena.
Obstáculo: Un miembro del equipo tenía que hacer esquí acuático y mantenerse en pie por lo menos un minuto para recibir la siguiente pista.
Desvío: Resistencia o Acción.
Resistencia: Vestir uniforme de BOPE y hacer un entrenamiento de resistencia (el cual consistía en hacer 100 abdominales, 70 flexiones, 40 saltos y otras rutinas similares).
Acción: Vestir uniforme de BOPE, luego llevar una rueda de un camión y un saco de 70 kilos.
Tareas adicionales
- En la Escalera de Selarón los equipos tuvieron que subir las escaleras con un cesto de frutas en la cabeza, en caso de que se cayera alguna fruta en el camino el equipo tendría que regresar al principio y comenzar de nuevo. Si los equipos completaban el recorrido sin dejar caer frutas, recibirían su siguiente pista.
- Al finalizar el desvío, los equipos tenían que escalar una pared y tocar una campana para recibir su siguiente pista de manos de un miembro del BOPE.

Ganadores de la etapa: Edu & Rick.
Eliminados: Renata & Ana Paula.

### Etapa 11 (Brasil)

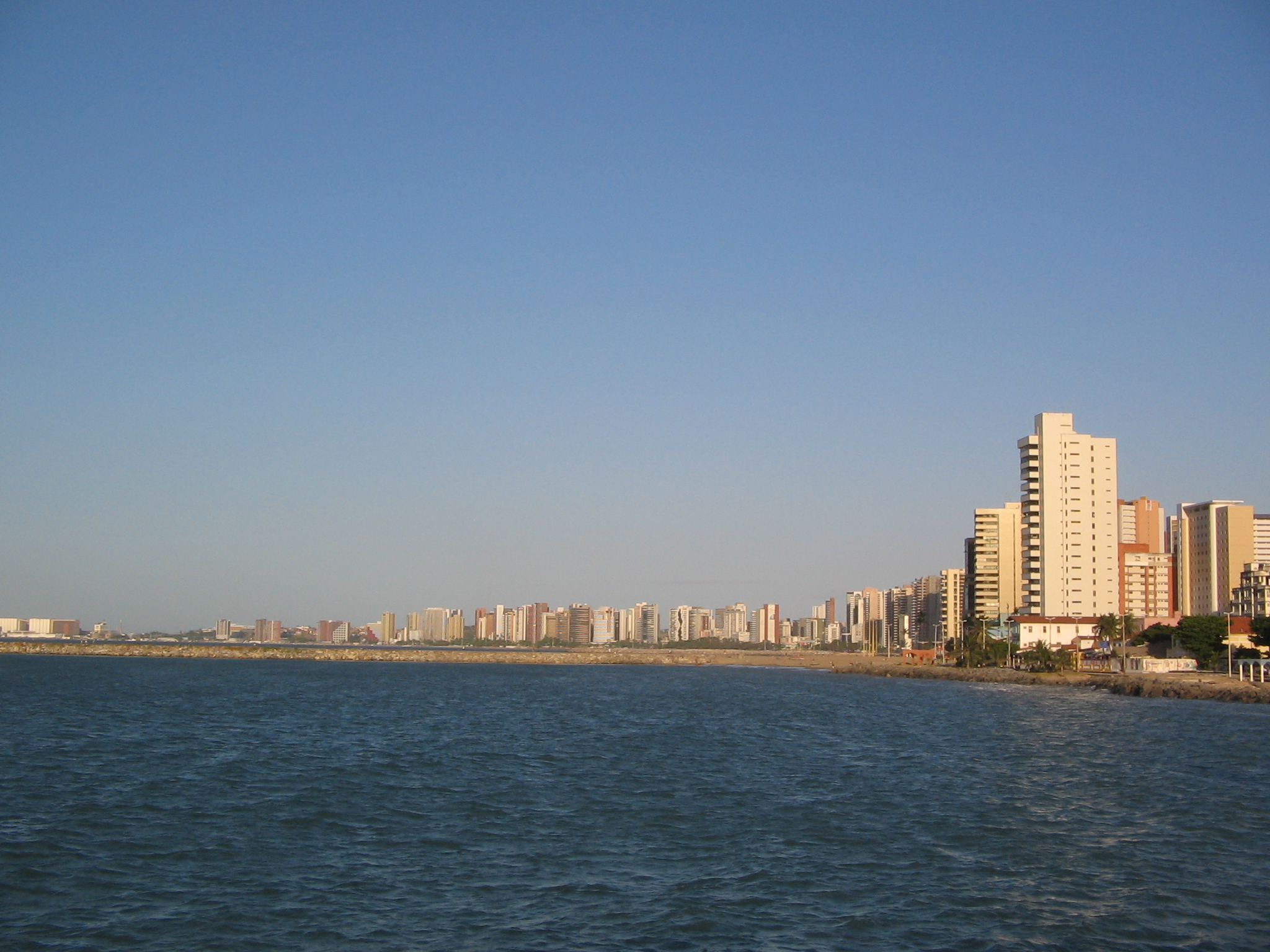
La playa de Iracema fue la parada de esta etapa.

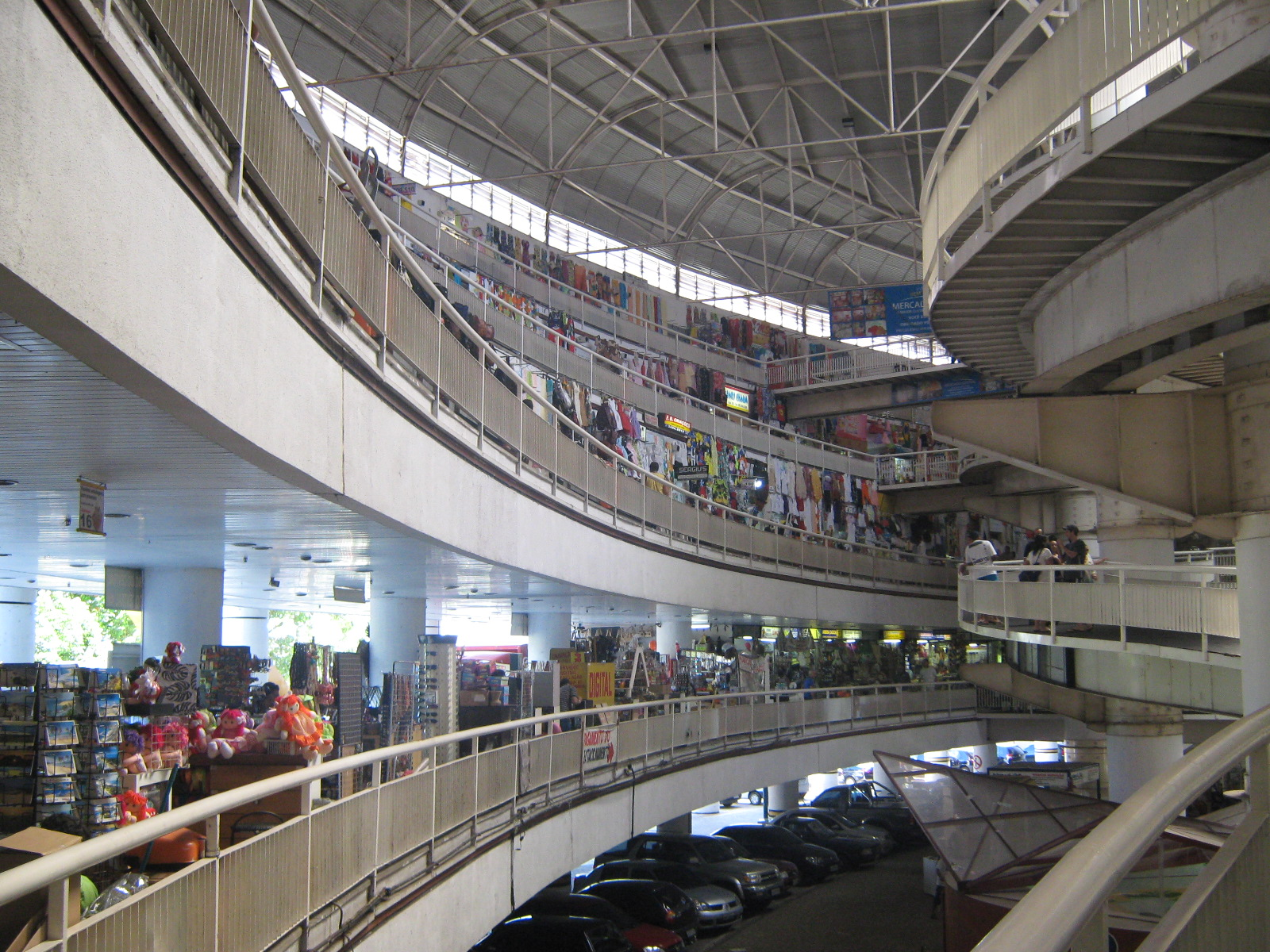
El Mercado Central de Fortaleza fue escenario del Obstáculo.

- Río de Janeiro (Cidade do Samba - Escola Unidos da Tijuca)
- Río de Janeiro (Parque Flamengo)
- Río de Janeiro, Brasil  (Aeropuerto Internacional de Galeão) a Fortaleza, Brasil  (Aeropuerto Internacional Pinto Martins)
- Fortaleza (Hotel Nobile)
- Fortaleza (Mercado Central de Fortaleza)
- Fortaleza (Praia de Meireles)
- Fortaleza (Praia de Iracema)

Desvío: Footvoley o Caipiriñas.
Footvoley: jugar Footvolley contra dos jugadores profesionales. Una vez que los equipos anotaran cuatro puntos, el árbitro les entregara su siguiente pista.
Caipiriñas: preparar sesenta caipiriñas (coctel brasileño hecho a base de cachaza, limón, azúcar y hielo) siguiendo las indicaciones dadas. Una vez hecho eso, un experto entregaría la siguiente pista.
Obstáculo: comer un kilogramo de Buchada de bode, una comida típica del nordeste brasileño elaborado con vísceras de cabra.
Tareas adicionales
- En la Escola Unidos da Tijuca, un miembro del equipo tenía que vestirse como maestro de ceremonias y el otro como “portador de la bandera”, luego aprender una coreografía de samba y actuarla frente a los jueces. Si ellos se mostraban satisfechos recibirían la siguiente pista. En caso contrario tendrían que presentarse de nuevo.
- Al encontrar el puesto señalizado en el Mercado Central de Fortaleza, el equipo recibiría una caja mágica que solo podría ser abierta con un mecanismo especial ya abierta el equipo encontraría la siguiente pista adentro de la caja.
- En la Praia de Meireles, cada miembro tenía que nadar en el mar sobre una tabla larga hasta llegar a una boya. Una vez en la boya, los equipos hallarían una pequeña bandera de la carrera, la cual tenían que llevar a la orilla para intercambiarla por su próxima pista.

Ganadores de la etapa: Daniel & César.
Eliminados: Renan & Fran.

### Etapa 12A (Brasil)

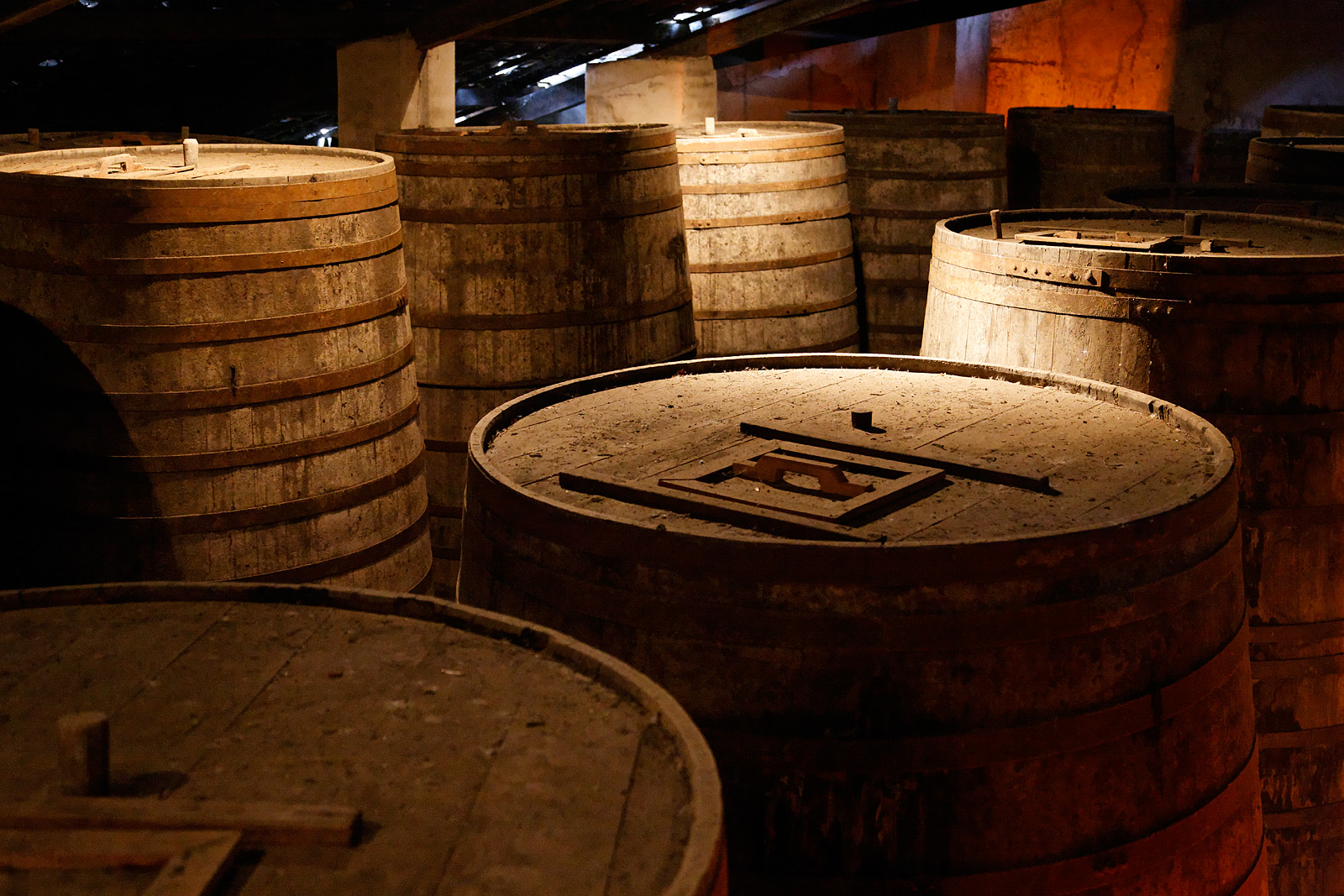
El museo de la cachaza fue visitada en esta etapa.

- Maranguape, Brasil  (Ipark - museo de la cachaza)
- Maranguape (IPark - Casa de Engenho)
- Maranguape (IPark - Campo de Aventura)
- Maranguape (IPark - muro de escalada)
- Fortaleza (Kukukaya)
- Fortaleza (Playa de Iracema-Ponte Metálica)

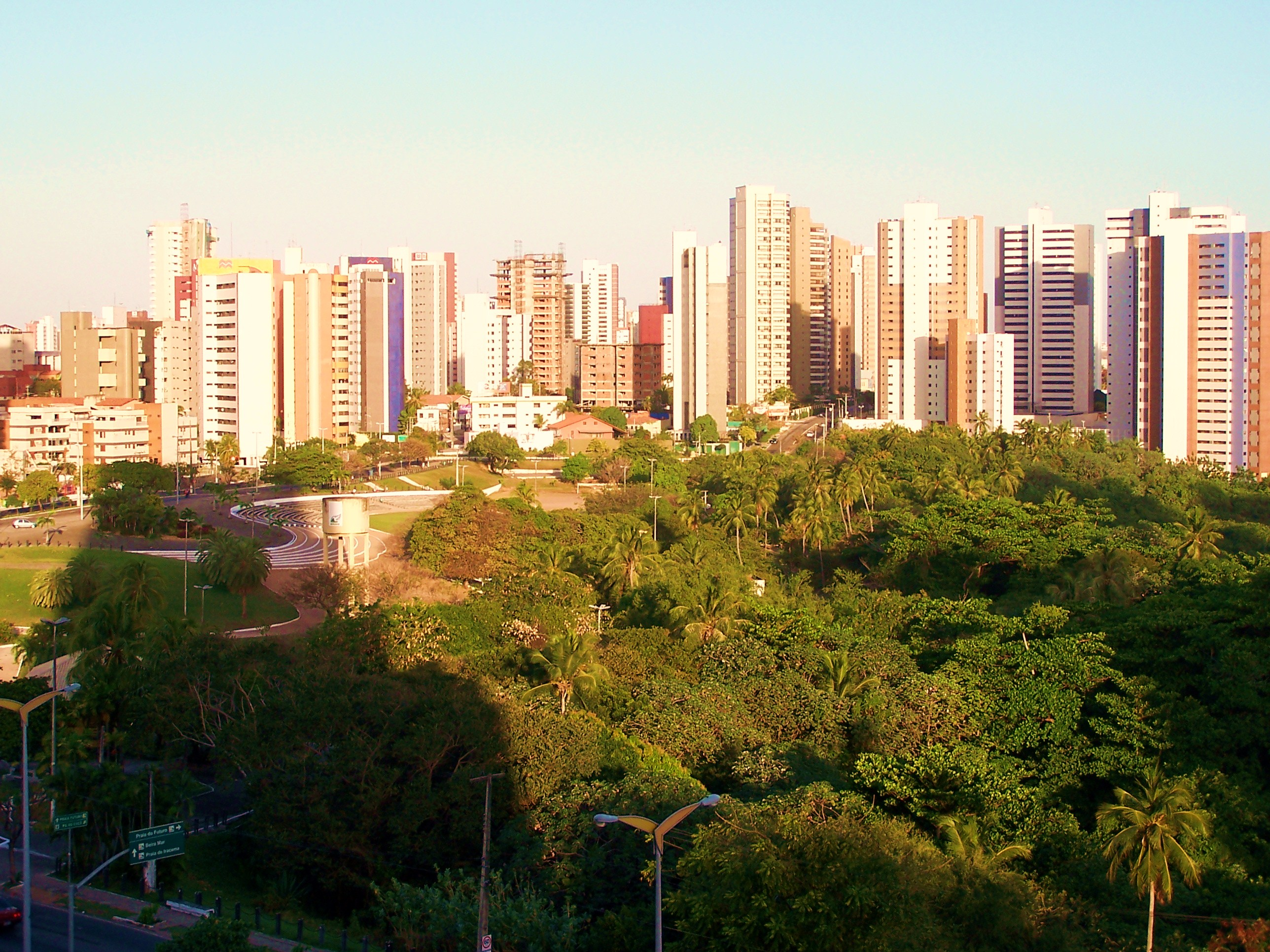
Fortaleza fue de esta etapa.

- Fortaleza (Pirata Bar)

Desvío: Acquaball o Tif.
Acquaball: Un miembro del equipo a la vez tenía que meterse en una Acquaball y correr sobre el agua hasta alcanzar una boya marcada y luego regresar a la orilla. Una vez ambos miembros del equipo hayan terminado la tarea, recibirían la siguiente pista.
Tif: Un miembro del equipo a la vez tenía que utilizar un sistema tif (similar al kayak) que incluía 2 tablas pequeñas (una para cada pie) y 2 remos para remar a una boya marcada y regresar a la orilla para recibir la siguiente pista.
Obstáculo: Un miembro del equipo tenía que escalar a la cima de una pared de escalada hasta alcanzar un desodorante Rexona Clinical. Luego tenía que cargar el desodorante hasta la base de la pared de escalada e intercambiarlo por la próxima pista.
Tareas adicionales
- En Casa de Engenho, los equipos tenían que cortar y limpiar 20 cañas de azúcar cada uno. Luego, tenían que transportarlas hasta el molino y usarlo para extraer jugo. Una vez hecho eso, los equipos tenían que amasar melaza hasta alcanzar una textura suave para recibir la siguiente pista.
- En Kukukaya, los equipos tenían que vestir trajes típicos de las Festas Juninas (una festividad local) y bailar una coreografía por 20 minutos. Una vez completada la danza, los equipos recibirían la siguiente pista.
- En la playa de Iracema, los equipos tenían que buscar a una persona vistiendo un traje de pirata, quien les daría la siguiente pista.

Al igual que en temporadas anteriores, ésta fue la primera mitad de la etapa final.

### Etapa 12B (Brasil)

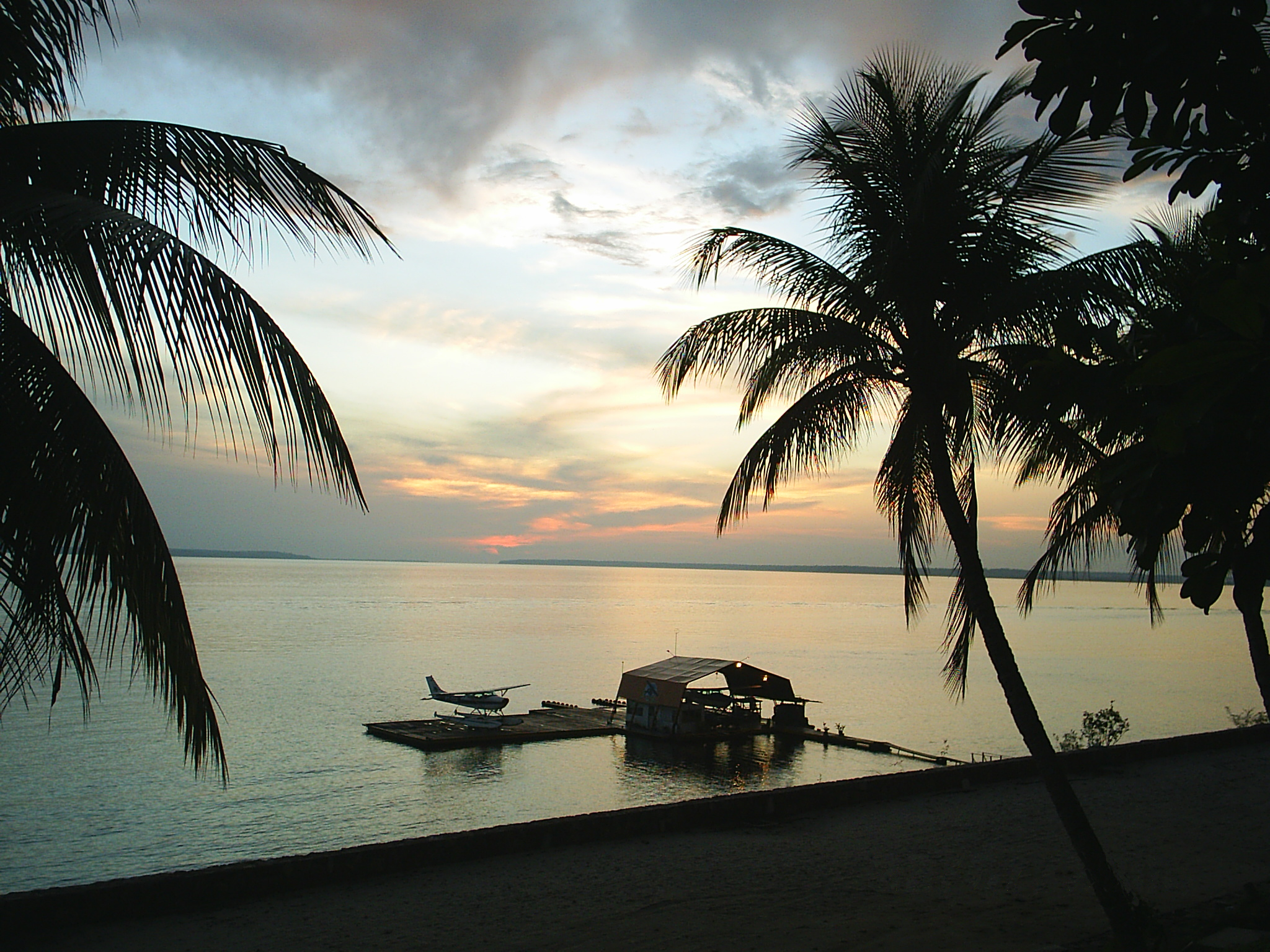
El muelle del hotel tropical fue la parada final de la carrera.

- Fortaleza (Aeropuerto Internacional Pinto Martins) a Manaus, Brasil  (Aeropuerto Internacional Eduardo Gomes)
- Manaus (Teatro Amazonas)
- Manaus (Puerto de Manaus – bote amarillo)
- Manaus (Centro de Instrução de Guerra na Selva (en portugués))
- Manaus (Centro de Instrução de Guerra na Selva – campo de fútbol)
- Manaus (Hotel Tropical Manaus – muelle)

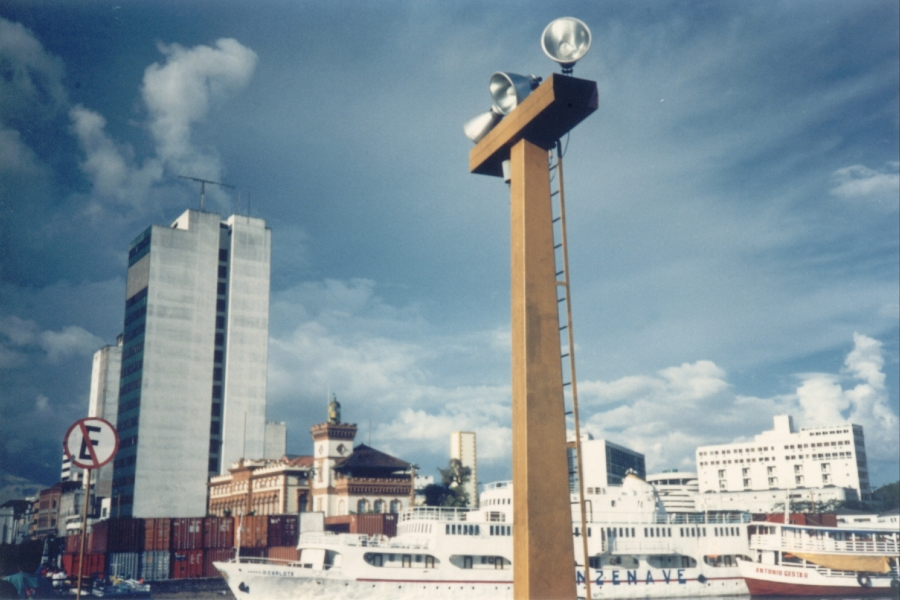
El puerto de Manaus fue escenario del último obstáculo de la carrera.

Obstáculo: Un miembro del equipo tenía que llevar 1200 huevos desde el bote amarillo hasta la Feria Libre de Manaus, usando solo sus manos y la ropa que llevaban puesta. Una vez hecho eso, los equipos debían poner los huevos en cajas para huevos para recibir su siguiente pista.
Tareas adicionales
- En el Centro de Instrução de Guerra na Selva, ambos miembros del equipo tenían que vestir uniformes militares y luego prender fuego utilizando 2 métodos diferentes. Una vez hecho eso, un miembro del equipo a la vez tenía que escalar hacia la cima de un árbol usando una técnica militar y recuperar una bandera de la carrera. Una vez completado el recorrido, los equipos recibirían la siguiente pista.
- En el campo de fútbol, los equipos tenían que llenar un tablero con espacios numerados del 1 al 12, cada uno correspondiente a una etapa de la carrera. Luego tenían que buscar 12 fotos de diferentes momentos de la carrera (obstáculo, desvío, pista o parada) en orden cronológico, buscando las fotos en diferentes canastas. Una vez llenado correctamente el tablero, un juez les entregaría la siguiente pista.

Ganadores de la carrera: Daniel y César.
Segundo lugar: Fer y Ferds.
Tercer lugar: Edu y Rick.